# Flughafen Hamburg

i7
i11
i13

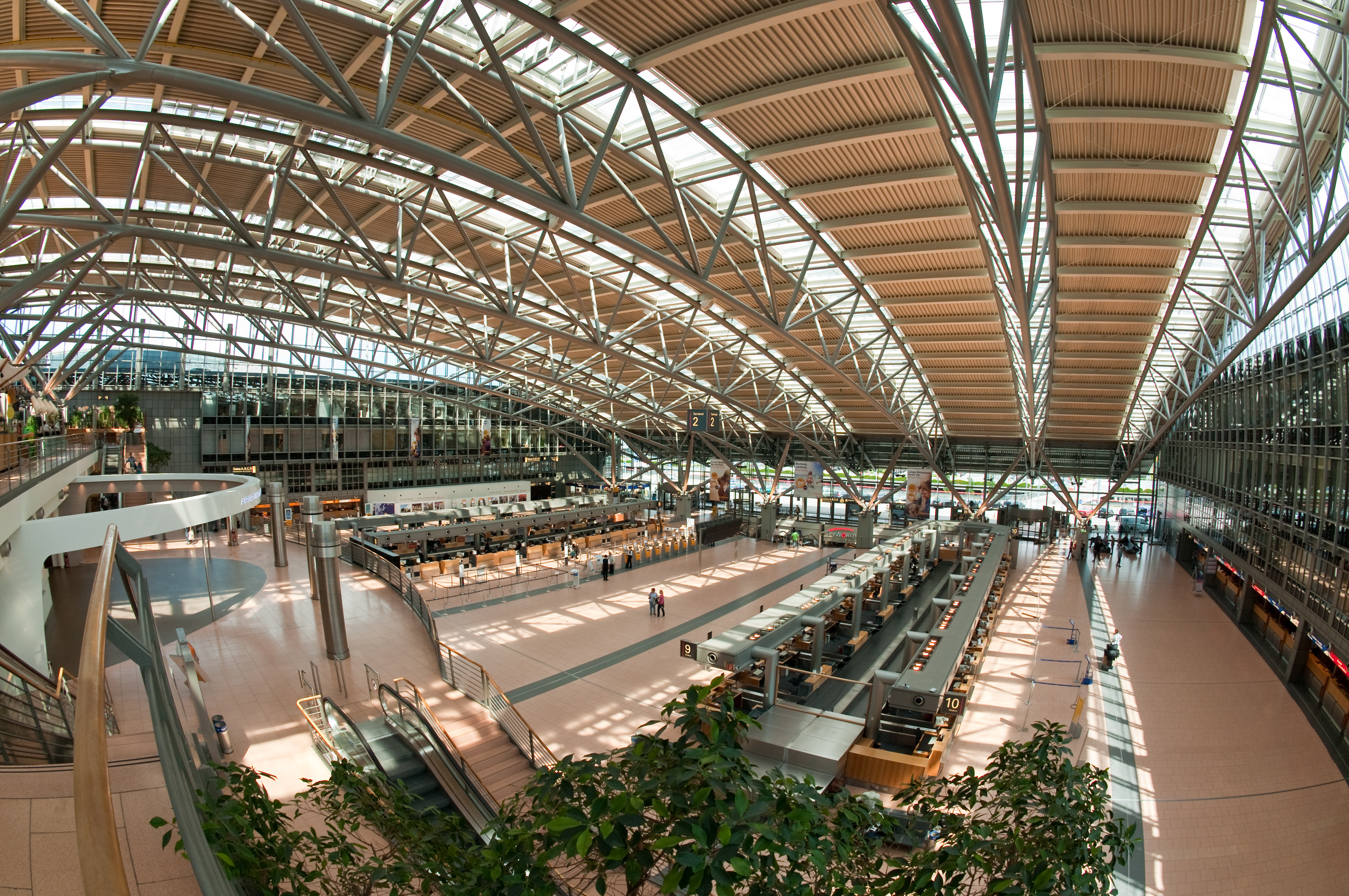
Hamburger Flughafen Terminal 2 – Abflugebene

Der Flughafen Hamburg (IATA-Code: HAM, ICAO-Code: EDDH, Eigenbezeichnung Hamburg Airport, seit 2016 auch Hamburg Airport Helmut Schmidt, früher Flughafen Hamburg-Fuhlsbüttel) ist der internationale Flughafen der Stadt Hamburg (mit einem kleinen Teil auf der Gemarkung der Stadt Norderstedt). Er ist der älteste und fünftgrößte Flughafen Deutschlands. Im Jahr 2022 wurde er von rund 11,1 Millionen Passagieren genutzt, was einem Rückgang von 36 Prozent im Vergleich zum Vor-Corona-Jahr 2019 entspricht. Der Flughafen ist eine Basis von Eurowings und Condor.

## Geschichte

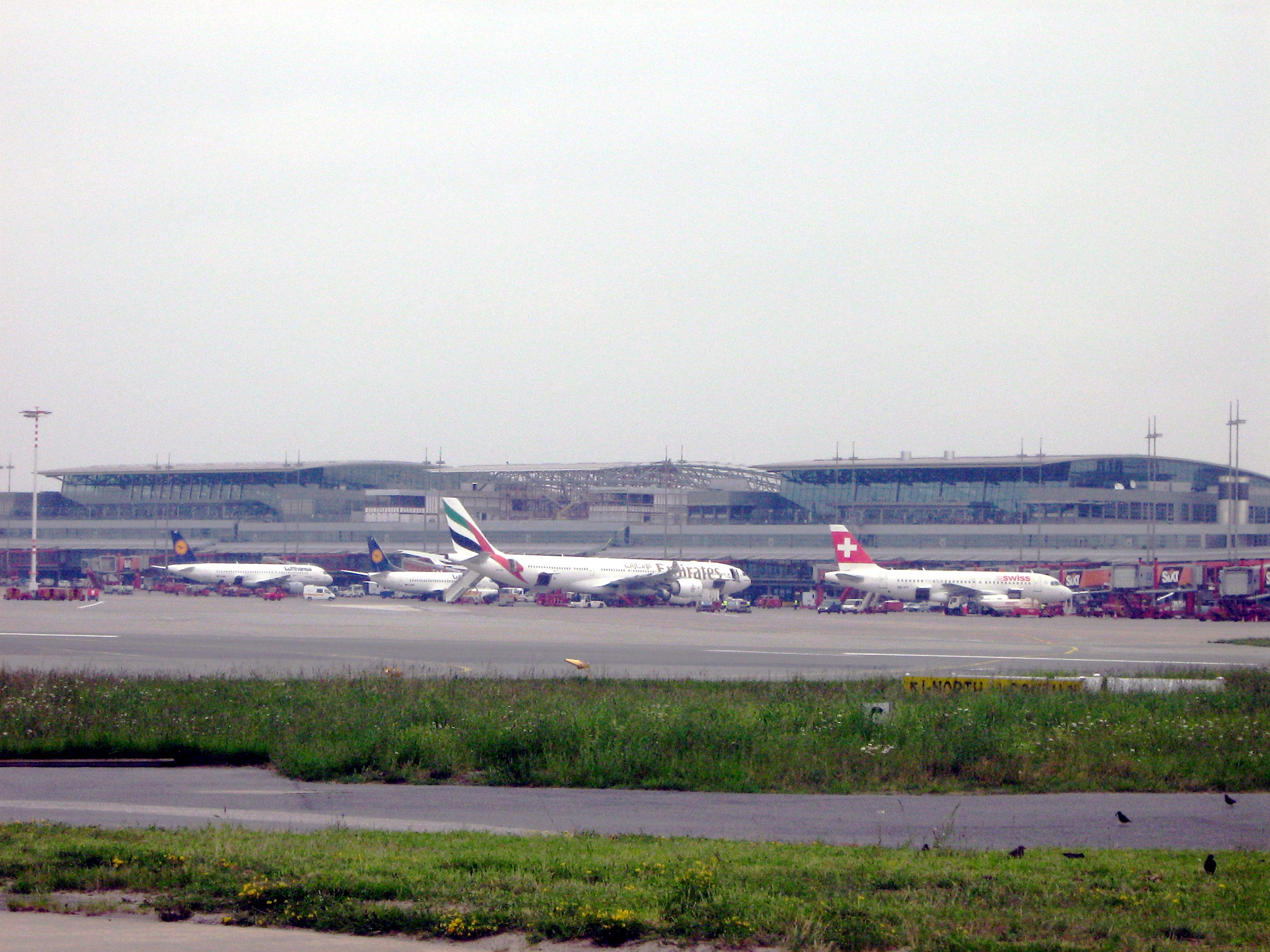
Von links nach rechts: Terminal 1, Baustelle Airport Plaza, Terminal 2 (2007)

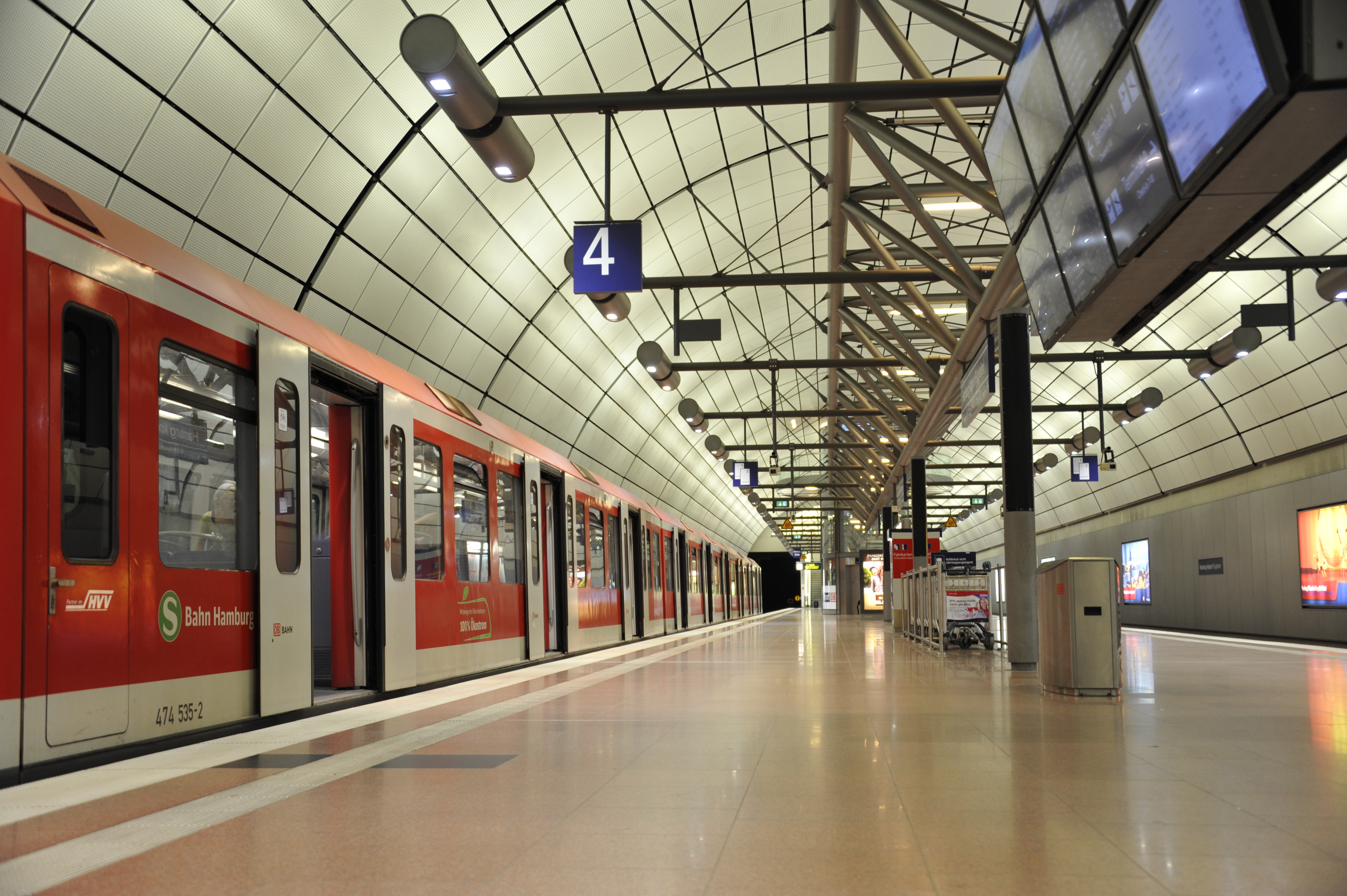
Bahnsteig der S-Bahn-Haltestelle Hamburg Airport

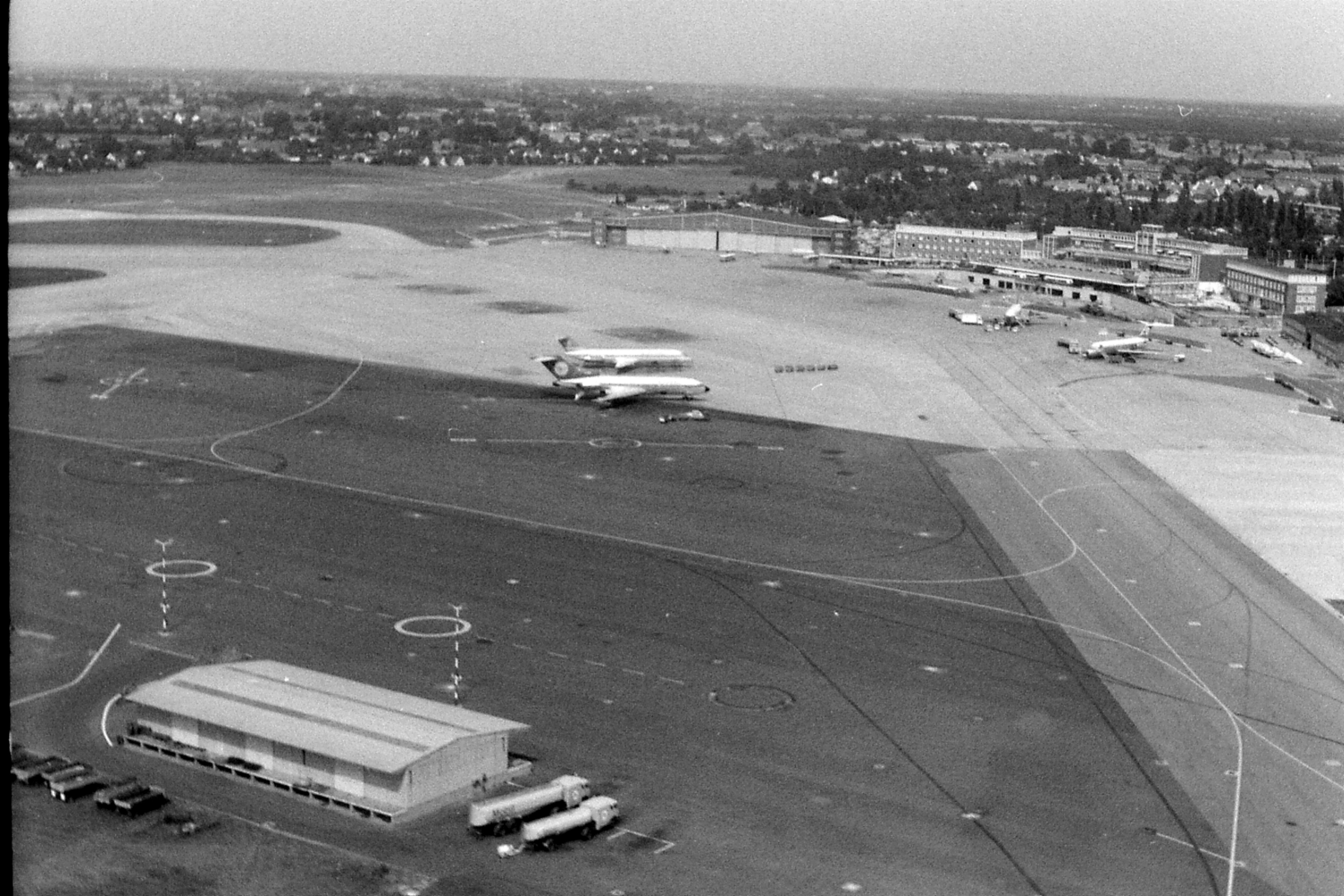
Flughafen Hamburg-Fuhlsbüttel Ende der 1960er Jahre

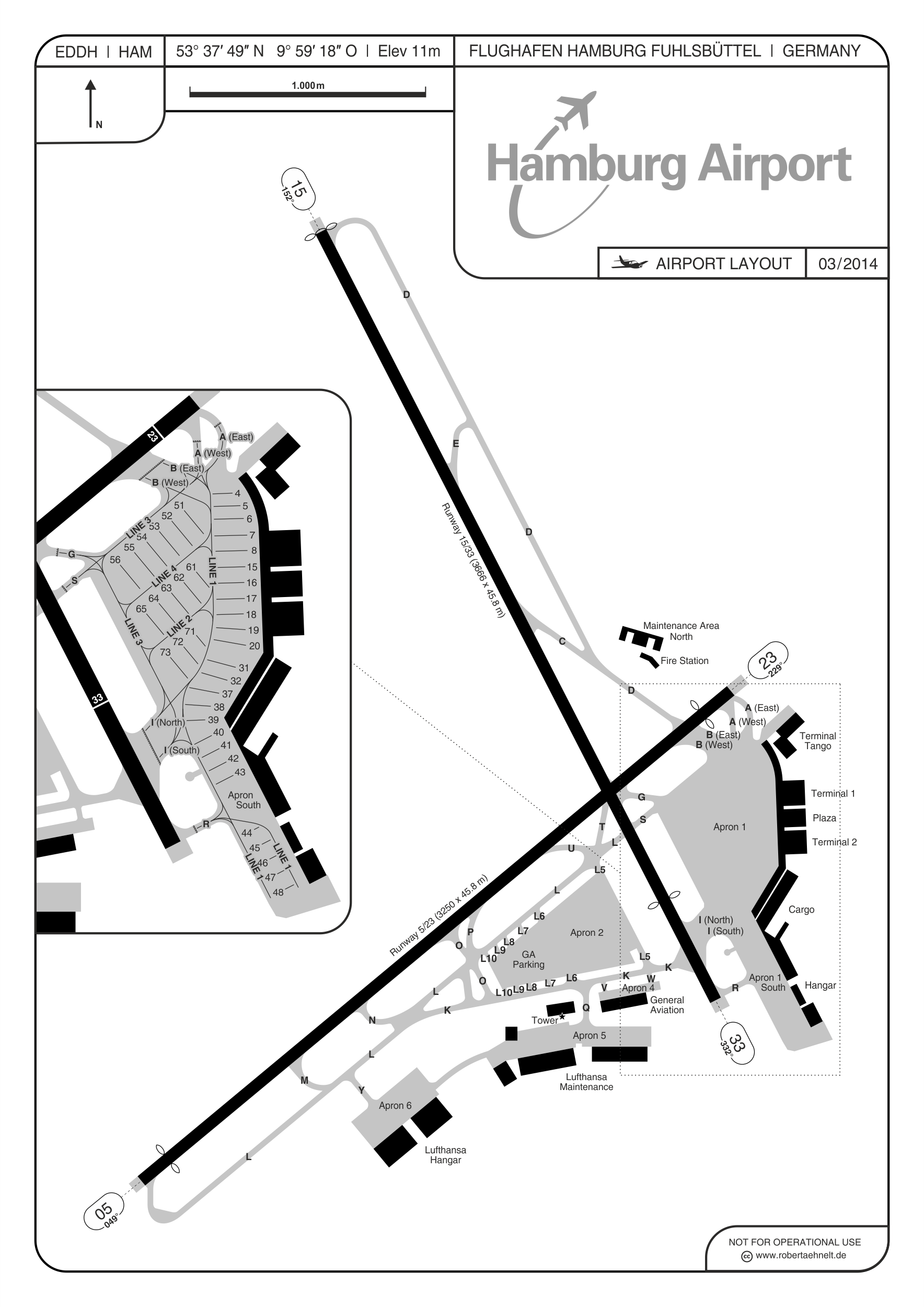
Lageplan des Flughafens Hamburg

Am 10. Januar 1911 wurde mit privaten Mitteln in Höhe von 685.000 Mark die Hamburger Luftschiffhallen GmbH (HLG) gegründet. Im Januar 1912 wurde der Luftschiffhafen auf rund 45 Hektar in Betrieb genommen. Zunächst wurde der Flughafen daher vor allem von Luftschiffen genutzt. Im Jahr 1913 wurde die Fläche auf rund 60 Hektar ausgedehnt, wobei der nördliche Bereich den Luftschiffen vorbehalten war, und die Flugzeuge nur den südöstlichen Teil nutzen konnten.
Im Ersten Weltkrieg wurde die Luftschiffhalle ausschließlich vom Militär genutzt, bis sie am 16. September 1916 durch ein Feuer zerstört wurde, als die Marineluftschiffe L 6 und L 9 sich beim unsachgemäßen Nachfüllen von Traggas entzündeten. Obwohl für den militärischen Einsatz bedeutungslos, baute die HLG die Einrichtungen wieder auf, musste diese jedoch aufgrund des Versailler Vertrags wieder unbrauchbar machen.
Im Februar 1919 gab es für den Flughafen einen Neubeginn, mit der Aufnahme einer Verbindung nach Berlin durch die Deutsche Luft-Reederei (DLR). Ab 1920 benutzte auch KLM den Flughafen als Zwischenstopp auf einer Linienverbindung, die Rotterdam und Amsterdam mit Kopenhagen verband. Im selben Jahr wurde auch die erste Statistik erstellt, wobei man 348 Starts und Landungen mit 241 Passagieren zählte. Im Jahr 1929 entstand das erste Terminal und Anfang 1934 wurde auf Betreiben des Hamburger Innensenators Alfred Richter ein Denkmal eingeweiht, das den Versailler Vertrag und die damit einhergehenden Einschränkungen anprangerte. Mitte der 1930er-Jahre war der Flughafen mit der Strecke Hamburg, Belgrad, Athen, Rhodos, Damaskus und Bagdad Ausgangspunkt der damals längsten Flugroute der Welt. Während des Zweiten Weltkriegs wurden ab 1942 Zwangsarbeiter bei der Tarnung des Flughafens eingesetzt.
Seinen Namen Hamburg Airport erhielt der Flughafen 1945 durch die britische Besatzungsmacht. Am 3. Mai 1945 wurde der fast unzerstörte und funktionsfähige Flughafen im Zuge der Übergabe der Stadt Hamburg an britische Streitkräfte vom Fliegerhorstkommandanten an einen Offizier der Royal Air Force (RAF) übergeben. Im Herbst 1945 wurde von der RAF eine 1600 Yard (rund 1465 Meter) lange, provisorische Start- und Landebahn (Behelfsbahn) einschließlich Rollstreifen (englisch Taxi strip) aus durchlochten Stahlblechen (englisch pierced steel planking, auch PSP-Platten oder Marston mats genannt) angelegt. Ab dem Sommer 1946 wurde der Flughafen wieder für zivile Zwecke genutzt und am 1. September 1946 nahm British European Airways die erste Linienverbindung (London–Amsterdam–Hamburg–Berlin) auf. Anfang 1947 folgte die Scandinavian Airline System (SAS) auf der Strecke Kopenhagen–Hamburg, die wenig später nach Frankfurt am Main verlängert wurde. Außerdem flog die Sabena die Strecke Brüssel–Hamburg und die KLM Amsterdam–Hamburg. Im Herbst 1947 übertrug die RAF dem Civil Aviation Branch (CAB), der Luftfahrtbehörde der Control Commission for Germany/British Element, die Flughafenaufsicht über den Hamburger Flughafen. Wegen des stark angestiegenen Flugverkehrs wurde ein weiterer Ausbau des Flughafens erforderlich. Im Winter 1947/1948 beauftragte die RAF das Tiefbauamt der Hamburger Baubehörde damit, den notwendigen Ausbau vorzunehmen. Entsprechend der vorherrschenden Windrichtungen sollte eine 2000 Yard (rund 1830 Meter) lange Hauptlandebahn (auch Schlechtwetterbahn bzw. Startbahn I) in Nordost-Südwest-Richtung und eine 1600 Yard (rund 1465 Meter) lange Nebenlandebahn (auch Schönwetterbahn bzw. Startbahn II) in Nordwest-Südost-Richtung angeordnet und so angelegt werden, dass sich ein hindernisfreier Anflug ergab. Am 6. April 1948 wurde mit durchschnittlich 800 Arbeitern der Ausbau begonnen. Die Planung sah vor, die ersten 1600 Yards der Hauptlandebahn bis zum 31. Dezember 1948 fertigzustellen. Nachdem die RAF in Absprache mit der Combined Airlift Task Force (CALTF) im Oktober 1948 entschied, Fuhlsbüttel in die Berliner Luftbrücke einzubinden, wurde die vollständige Fertigstellung auf 2000 Yards Länge bis zum Dezember 1948 angeordnet. Zur Beschleunigung der Arbeiten wurden daraufhin bis zu 1400 Arbeiter in zwei, teilweise sogar in drei Schichten pro Tag eingesetzt. Am 15. Dezember 1948 um 11:50 Uhr landete die erste Avro Anson Mk. IV auf der fertiggestellten neuen Betonpiste. Der Hamburger Flughafen war der einzige zivile deutsche Flugplatz, der in die Luftbrücke einbezogen wurde. Hier wurden alle an der Luftbrücke teilnehmenden zivilen britischen Chartergesellschaften stationiert. Am 15. August 1949 endete die Teilnahme des Flughafens an der Luftbrücke. Am 1. Oktober 1950 wurde die Verwaltung des Flughafens zurück in deutsche Hände übergeben und von der Hamburger Flughafenverwaltung GmbH übernommen. Zum ersten Direktor ernannte der Hamburger Senat den ehemaligen Luftwaffen-Oberst Max Wachtel. Als die Lufthansa im April 1955 zuerst den innerdeutschen Flugbetrieb nach München und im Juni den internationalen Flugbetrieb nach New York wieder aufnahm, war Hamburg ihr Heimatflughafen, bis Frankfurt diese Rolle übernahm; die Zentrale von Lufthansa Technik ist heute immer noch in Hamburg beheimatet. Im Oktober 1959 nahm Pan Am den ersten Linienflug mit einem Düsenflugzeug, der damals fortschrittlichen Boeing 707, nach Hamburg auf. Das Routing war New York – London – Hamburg – Kopenhagen.
Im Jahre 1960 bekam Hamburg eine Jet-Verbindung nach Tokio: Air France stoppte auf ihren neuen Flügen von Paris über die Polroute via Anchorage nach Tokio in Hamburg, geflogen wurde mit damals nagelneuen Boeing 707. Kurz darauf nahm auch Lufthansa den Jet-Verkehr nach Japan auf und flog mit Boeing 707 die Strecke Frankfurt – Hamburg – Anchorage – Tokio. 1965 startete Japan Air Lines als dritter Mitbewerber eine Direktverbindung von Tokio nach Hamburg, geflogen wurde mit Douglas DC-8 via Anchorage und ab Hamburg weiter nach London. Ab Mitte der 1960er-Jahre wurde die Verlegung des Flughafens nach Heidmoor bei Kaltenkirchen angestrebt. Gründe dafür lagen unter anderem in der Umweltbelastung durch Fluglärm, der die Bevölkerung in Hamburg, Norderstedt, Quickborn und Hasloh ausgesetzt war, sowie im Flugzeugunglück am 17. Dezember 1960 in München.
In den letzten Jahren haben die Bestrebungen, mit dem Bau des Großflughafens Kaltenkirchen den Hamburger Flughafen zu ersetzen, durch negative Erfahrungen mit stadtfernen Flughäfen und Veränderungen in der Verteilung der Großflughäfen im norddeutschen Raum auch von Seiten der Wirtschaft scharfen Widerspruch erhalten. Die vor allem auf Dienstleistungen ausgerichtete Wirtschaft in Hamburg ist auf einen schnell erreichbaren Stadt-Flughafen mit europäischen Verbindungen angewiesen. 1965 und 1971 erhielt Hamburgs Flughafengesellschaft jeweils eine Baugenehmigung. Zuletzt waren vier Landebahnen und sechs Terminals im Bauplan vorgesehen. Ziel war es, 60 Millionen Passagiere jährlich abzufertigen. Bis heute besitzt der Betreiber Flächen in Kaltenkirchen. Einer Realisierung der seit den 1960er-Jahren laufenden Umzugsplanung wurde 2013 eine Absage erteilt. Ab 1970 setzte Air France die damals neue Boeing 747 auf der Polroute Richtung Tokio ein und war damit die erste Fluggesellschaft, die diesen Flugzeugtyp im Liniendienst nach Hamburg brachte. Wenig später stellte auch Japan Air Lines ihre Flüge auf Boeing 747 um, Lufthansa hingegen erst Mitte der 1970er. Wenige Jahre nach Indienststellung der Boeing 747 entfiel Hamburg für Air France als Stopp auf der Polroute.
Im Juni 1980 nahm Northwest Orient Hamburg als ihr erstes deutsches Ziel in ihren Flugplan auf, dreimal wöchentlich wurde die Strecke Minneapolis – London/Gatwick – Hamburg mit Boeing 747 bedient. Ab Sommer 1981 wurde das Angebot durch zwei wöchentliche Flüge auf der Strecke New York/JFK – Kopenhagen – Hamburg erweitert. Anfang 1985 stellte Northwest Orient den Flugbetrieb nach Hamburg ein, stattdessen flog man nach Frankfurt.
Am 29. April 1985 startete Pan Am das erste Mal seit über zehn Jahren wieder Direktflüge von New York nach Hamburg: täglich und nonstop ging es mit Boeing 747 von New York/JFK nach Hamburg. Im Frühjahr 1986 gehörte die Route zu den ersten, auf denen Pan Am (durch die damals neuen ETOPS-Regularien ermöglicht) zweistrahlige Airbus A310-200 auf Transatlantikflügen einsetzte. Im Sommer 1988 stoppte Japan Air Lines ihre Flüge nach Hamburg, ein Jahr später stellte dann auch Lufthansa ihre Flüge von Hamburg nach Tokio ein. Im Mai 1989 startete Delta Air Lines erstmals Flüge nach Hamburg, die Strecke Atlanta – London/Gatwick – Hamburg wurde mit Flugzeugen des Typs Lockheed L-1011 Tristar täglich bedient. Einige Tage später startete American Airlines einen täglichen Direktflug von New York/JFK über Brüssel nach Hamburg, als Fluggerät wurden Boeing 767-200ER eingesetzt. American Airlines beendete ihr Engagement in Hamburg im März 1990 wieder, da auf neu erworbenen Strecken nach Südamerika Kapazitäten gebraucht wurden.
Anfang der 1990er-Jahre wurde mit dem Ausbauprogramm HAM21 eine grundlegende Modernisierung des gesamten Flughafens begonnen. Zunächst wurde das alte Terminal 4 (heute Terminal 2) gebaut. Gleichzeitig wurde eine etwa 500 Meter lange Pier errichtet, die weitreichende Auswirkungen für die Terminals 2 und 3 mit sich brachte. Hier konnten keine Flugzeuge mehr direkt andocken. Das damalige Terminal 2 wurde daraufhin geschlossen. In der Folgezeit diente es als Überdachung für den Weg von Terminal 1 zu Terminal 3. Letzteres wurde in der Folgezeit nur noch für Boardingaktivitäten im Vorfeldbereich benutzt. Im März 1990 nahm Lufthansa einen täglichen Nonstop-Flug von Hamburg nach New York/Newark auf, dieser wurde mit Airbus A310-300 bedient und zeitweise bis Berlin/Schönefeld verlängert. Im Mai 1991 stellte Delta Air Lines ihren Direktflug von Atlanta nach Hamburg auf eine Nonstop-Verbindung um, die fortan mit Boeing 767-300ER bedient und nach Berlin/Tegel verlängert wurde. Im November 1991 übernahm Delta Air Lines Pan Am’s Transatlantikstrecken ab New York, womit Delta Air Lines fortan sowohl Atlanta als auch New York ab Hamburg anbot, dies bedeutete auch den Abschied von Pan Am in Hamburg. Ab April 1992 flog Lufthansa zusätzlich zweimal wöchentlich mit McDonnell Douglas DC-10 Nonstop nach Miami, dieser Flug wurde jedoch im Herbst wieder eingestellt, zusammen mit dem Nonstop-Flug nach Newark. Im Jahre 1993 nahm South African Airways Hamburg in ihren Flugplan auf, zweimal wöchentlich wurde der Flug Kapstadt – Johannesburg – München nach Hamburg verlängert, zum Einsatz kamen Boeing 747. Ende 1994 wurde der Flug jedoch wieder eingestellt. Aufgrund von großen finanziellen Schwierigkeiten musste Delta Air Lines ihr Streckennetz deutlich reduzieren und ihre Flotte verkleinern, dem fielen auch die Flüge nach Hamburg zum Opfer. Im Oktober 1995 stellte Delta Air Lines die Strecken Atlanta – Hamburg und New York – Kopenhagen – Hamburg ein, womit Hamburg die letzten Direktflüge in die USA verlor. Zur Sommersaison 1996 nahm die kanadische Charterfluggesellschaft Canada 3000 Flüge nach Hamburg auf, es wurden Flüge nach Halifax und Toronto angeboten, wobei Boeing 757-200 zum Einsatz kamen. Mit Einführung des Airbus A330-200 wurde auch die Strecke Vancouver – Calgary – Hamburg angeboten. Im Mai 1998 nahm Delta Air Lines wieder Flüge nach Hamburg in ihr Programm auf, es ging mit Boeing 767-300ER täglich von Atlanta Nonstop nach Hamburg. Anfang 2000 wurde der Flug wieder eingestellt, weil man Schwierigkeiten hatte, die damals sehr große Business Class ausreichend auszulasten und nun durch die neu gegründete SkyTeam-Allianz die Passagiere bequem über Paris routen konnte. Ende 2001 verschwand dazu Canada 3000 aus dem Flugplan aufgrund des Konkurses der Airline.
Zu Beginn des neuen Jahrtausends wurde das Terminal 2 abgerissen und moderner neu gebaut. Am 25. Mai 2005 wurde das Terminal eingeweiht und erhielt die Bezeichnung Terminal 1. Zur gleichen Zeit fand die Umbenennung des Terminals 4 in Terminal 2 statt. Das bis dahin als Abfluggebäude für Charter-Fluggesellschaften genutzte Terminal 1 existiert noch, wird aber seither nur noch für Veranstaltungen vermietet. Es wird heute als Terminal Tango bezeichnet. Das ehemalige Terminal 3 wurde für den Bau des neuen AirportPlaza abgerissen. Im Mai 2005 startete Air Transat einen wöchentlichen, saisonalen Nonstop-Flug von Toronto nach Hamburg, geflogen mit Airbus A310-300. Ab Juni 2005 erhielt Hamburg auch wieder eine Nonstop-Verbindung in die USA: Continental Airlines nahm einen täglichen Nonstop-Flug von ihrem Drehkreuz New York/Newark nach Hamburg auf, geflogen mit einer Boeing 757-200. Ab Ende Oktober 2005 wollte Emirates einen Nonstop-Flug von Dubai nach Hamburg starten, der Termin musste aber aufgrund von verspäteten Auslieferungen neuer Flugzeuge zweimal verschoben werden. Letztlich landete am 1. März 2006 erstmals ein Airbus A330-200 von Emirates in Hamburg, die Strecke wurde fortan täglich bedient. Ende Oktober 2006 bot Emirates unter Nutzung derer Rechte der fünften Freiheit mit New York/JFK ein zweites Ziel ab Hamburg an, geflogen wurde die Route Dubai – Hamburg – New York mit Boeing 777-300ER. Nachdem die Route ein Jahr später auf Airbus A340-500 umgestellt worden war, stellte man die Strecke Hamburg – New York im Frühsommer 2008 ein. Ein großes Ungleichgewicht der Nachfrage auf beiden Teilstücken der Flüge, immer weiter steigende Ölpreise sowie Verhandlungen über weitere Landerechte in Deutschland führten zu dieser Entscheidung. Dubai wurde weiterhin einmal täglich mit Boeing 777 angeflogen.
Im Dezember 2008 ging die Bahnanbindung an den Flughafen in Betrieb, seither fährt die S-Bahn-Linie S1 alle zehn Minuten zum Hamburg Airport, damit besteht eine umsteigefreie Verbindung unter anderem zum Hauptbahnhof, zum Jungfernstieg und nach Altona. Zuvor war der Flughafen nur mittels Umstieg in den Bus erreichbar. Ende Oktober 2009 wurde das neue Radisson Blu Hotel Hamburg Airport eröffnet. Es ist das letzte zum Ausbauprogramm HAM21 gehörende Teilprojekt und wurde vom Hamburger Büro K2B entworfen.
Nach Ende der Sommersaison 2011 gab Air Transat bekannt, Hamburg 2012 nicht mehr anzufliegen, kurz darauf zog sich die Fluggesellschaft komplett aus Deutschland zurück. Als Grund wurde die harte Konkurrenz durch Fluggesellschaften wie Lufthansa und Air Canada angegeben. Im selben Jahr erhöhte Emirates ihr Angebot in Hamburg: ab September wurde die Strecke zweimal täglich geflogen. Zum Winterflugplan 2015 stellte United Airlines, welche die Strecke New York/Newark seit ihrer Fusion mit Continental Airlines betreibt, auf die größere Boeing 767-300ER um, wobei im Hochsommer auch Boeing 767-400ER zum Einsatz kamen. Neben einer hohen Nachfrage besonders in den Sommermonaten gab es mit der Boeing 757 in den Wintermonaten aufgrund des Jetstreams immer wieder außerplanmäßige Tankstopps, weil die Strecke am Rande der Reichweite der 757 liegt.
Im Jahre 2016 startete der Flughafen eine Kompletterneuerung des Vorfeldes (Vorfeld 1). Diese geschieht etappenweise im laufenden Betrieb und wird bis in das Jahr 2020 dauern. Dabei werden bzw. wurden Doppelrollgassen eingerichtet (auf dem Taxiway können entweder zwei kleinere Flugzeuge parallel oder ein großes einzeln verkehren), Follow-the-greens installiert und zwei Gate-Positionen in ausreichender Größe für Airbus A380 errichtet.

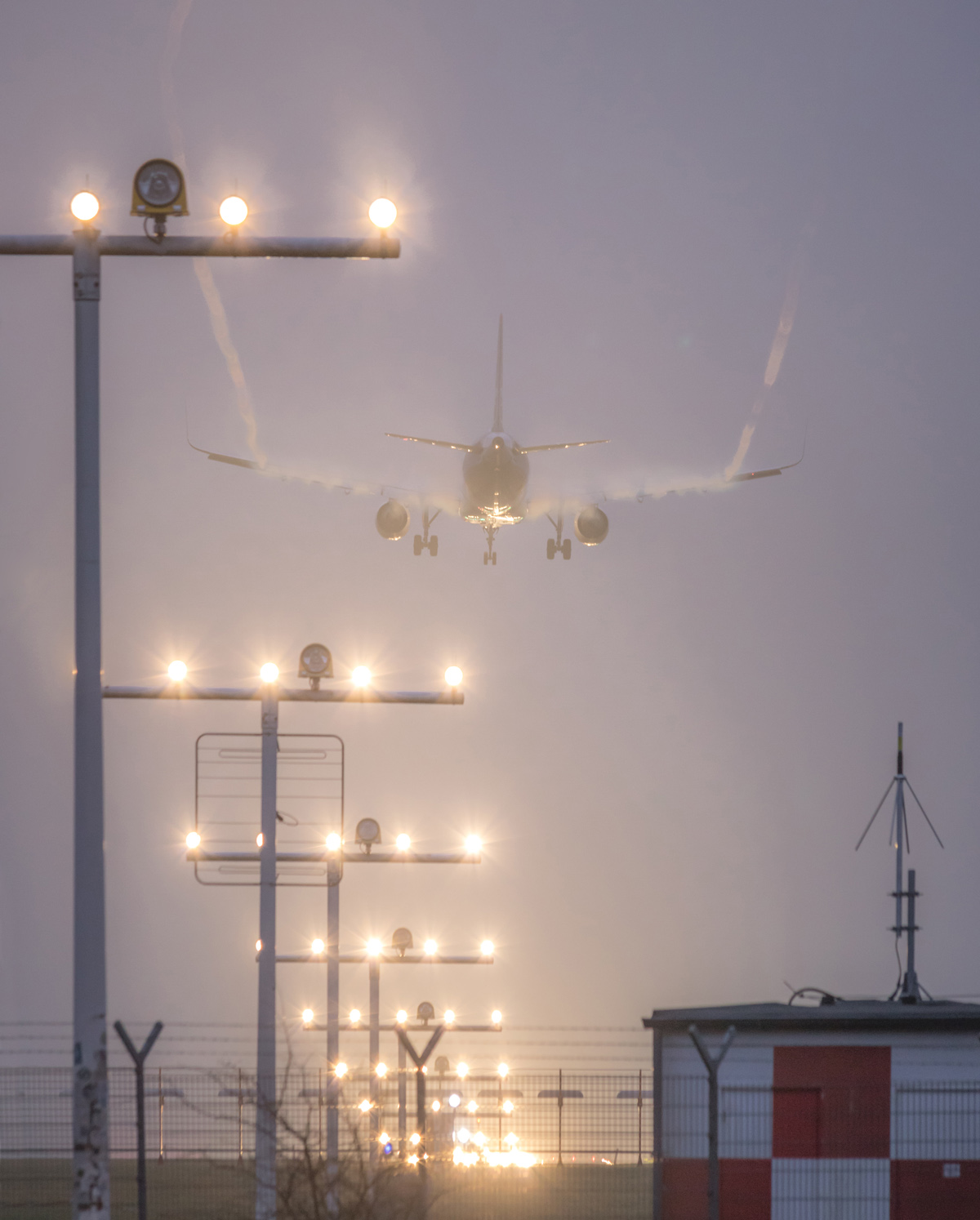
Landeanflug einer Passagiermaschine von Südwesten auf die Landebahn 05. Die angrenzende Straße (Vogt-Cordes-Damm) bietet mehrere Flugzeugbeobachtungsstandorte rund um den Flughafen Hamburg.

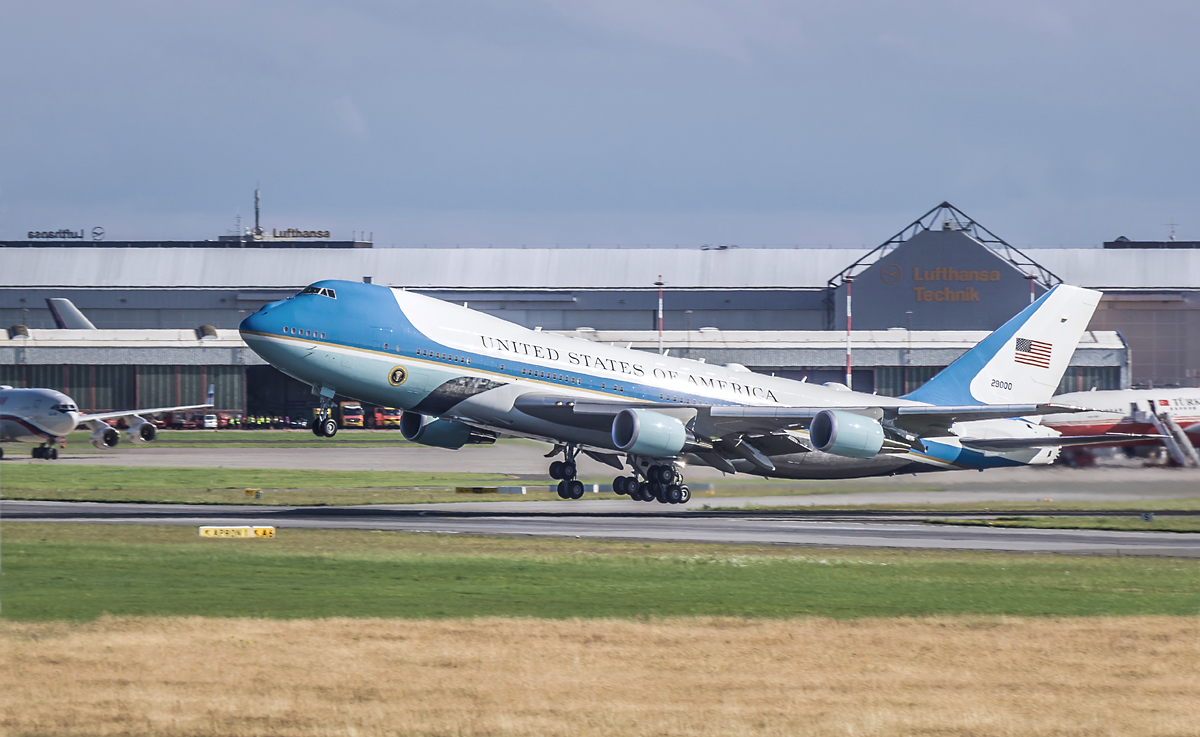
Die Air Force One des damaligen US-Präsidenten Trump auf dem Flughafen Hamburg am 8. Juli 2017

Im Frühjahr 2017 gab United Airlines bekannt, Hamburg ab sofort nur noch in der Sommersaison anzufliegen. Nach der Sommersaison 2018 zog man sich komplett aus Hamburg zurück. Ende Oktober 2018 stellte Emirates eine der beiden täglichen Verbindungen aus Dubai auf Airbus A380 um, was in Hamburg den ersten Einsatz dieses Flugzeugtyps im Linienverkehr bedeutete und mediale Beachtung fand. Nach eigenen Angaben will der Flughafen bis Ende 2021 CO2-neutral sein und den Airport-Carbon-Accreditation-Zertifikatslevel 3+ erreicht haben. Der Einsatz regenerativer Energien durch Verbesserung der Prozesse und Einsatz modernerer Technik sollen 71 %, Investitionen in Waldprojekte sollen weitere 13 % beitragen. Die restlichen 16 % will der Flughafen durch Ausgleichszertifikate, bei denen in nachhaltige Projekte auf europäischer Ebene investiert werden.

## Lage und Verkehrsanbindung
Die von der Flughafen Hamburg GmbH betriebene Einrichtung liegt rund acht Kilometer nördlich der Stadtmitte Hamburgs und acht Kilometer südlich der Stadtmitte Norderstedts im Hamburger Stadtteil Fuhlsbüttel, zwischen den Ortskernen von Niendorf im Südwesten und Fuhlsbüttel im Osten, wobei der nördliche Teil der Startbahn 2 im Norderstedter Stadtteil Garstedt liegt.
Vom Zentrum Hamburgs aus ist der Flughafen mit dem ÖPNV innerhalb des HVV mit der S-Bahn-Linie S1 (Haltestelle „Hamburg Airport“) zu erreichen. Die Linie S1 verbindet ihn alle zehn Minuten unter anderem mit dem Hauptbahnhof, die Fahrzeit beträgt 25 Minuten. Nachts wird der Flughafen an Werktagen durch die Nachtbuslinie 606 an die Hamburger Innenstadt bzw. an den Wochenenden durch die Buslinie 274 an die dann im durchgehenden Nachtbetrieb fahrenden Schnellbahnlinien U1 und S1 am Bahnhof Ohlsdorf angebunden. Außerdem gibt es eine HVV-Busverbindung nach Pinneberg über Niendorf-Nord, Schnelsen und Rellingen mit der Expressbuslinie X95 der VHH.
Das Busunternehmen Autokraft betreibt vom Flughafen Hamburg einen Linienbusverkehr nach Kiel („Kielius“). Die Busverbindung aus Lübeck zum Flughafen Hamburg wurde aus wirtschaftlichen Gründen eingestellt.
Vom westlichen und nördlichen Schleswig-Holstein und dem nördlichen Niedersachsen ist der Flughafen für Autofahrer über die A 7 und den ausgebauten Ring 3 (B 433) gut zu erreichen, während Fluggäste aus Mecklenburg-Vorpommern und dem Südosten Schleswig-Holsteins durch die Stadt fahren müssen.

## Flughafenanlagen

### Fluggastgebäude
Die Passagierabfertigung erfolgt in zwei Terminals, welche durch die AirportPlaza verbunden sind. Beide sind optisch kaum zu unterscheiden, da sie nach ähnlichen Plänen vom gleichen Architekturbüro geplant wurden. Vom Rollfeld aus gesehen ist allen drei Gebäuden eine knapp 800 m lange Pier mit 15 Fluggastbrücken inklusive 2 Doppelfluggastbrücken sowie vier „Walk In-Walk Out“-Positionen vorgelagert. Alle Gebäude sind das Ergebnis des Ausbauprogramms HAM21.
Der Ausbau um 27 weitere Gates bis 2025 wurde im Mai 2017 bekanntgegeben.

#### Terminal 1

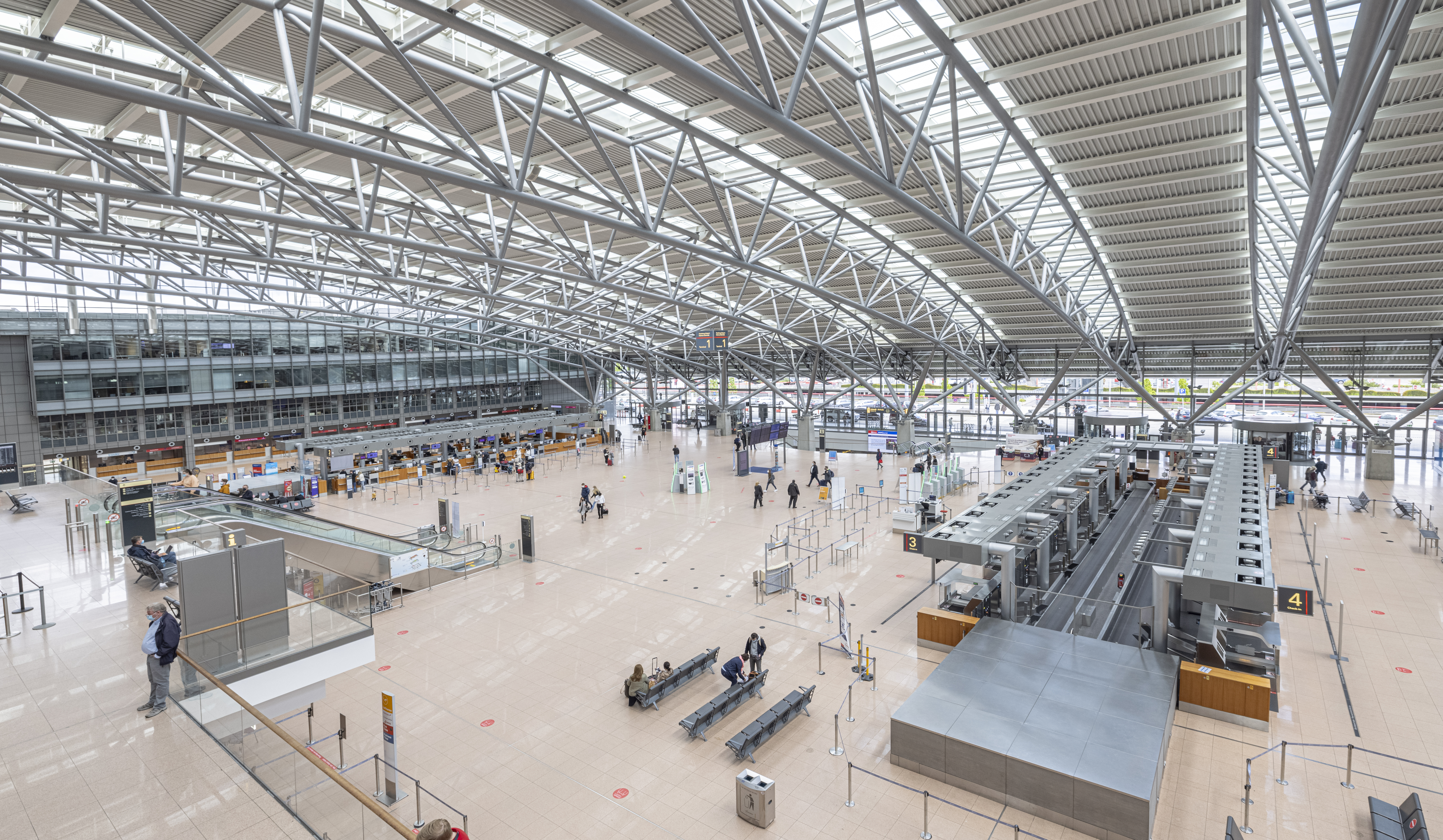
Terminal 1

Terminal 1 ist das neuere der beiden Abfertigungsgebäude. Es wurde 2005 eingeweiht und vom Architekturbüro Gerkan, Marg und Partner entworfen. Die Hallengrundfläche beträgt 6300 m². Von architektonischer Bedeutung ist u. a. eine Regenwassernutzungsanlage, die die sanitären Einrichtungen versorgt, und ein sogenanntes ThermoLabyrinth, das die Klimaanlage durch Nutzung von Erdwärme entlastet.

#### Terminal 2

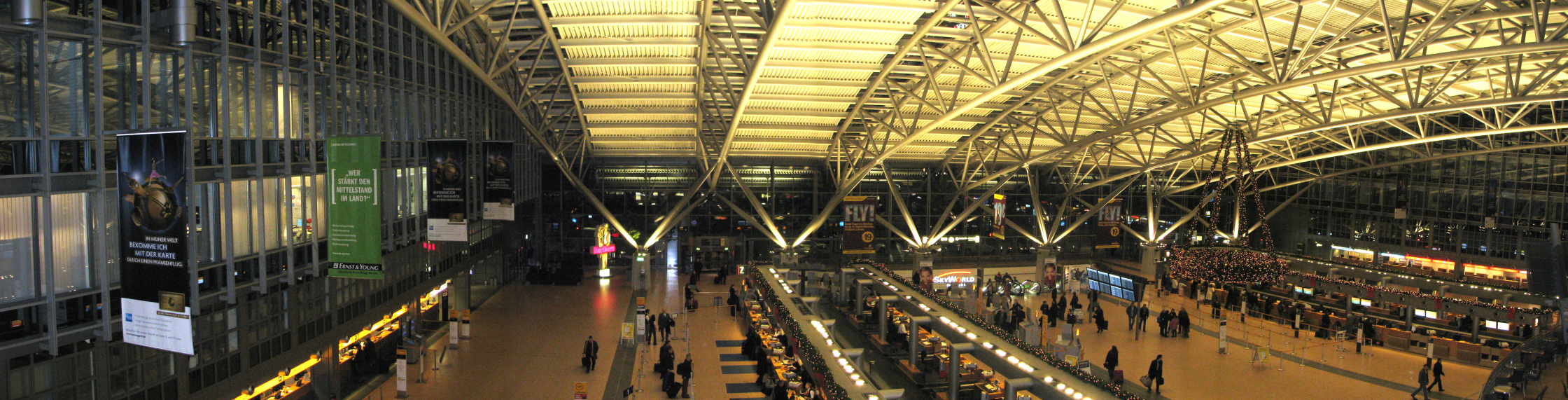
Terminal 2 (Abflugebene) in morgendlicher Beleuchtung

Terminal 2 wurde 1993 in Betrieb genommen. Bereits hier war das Büro Gerkan, Marg und Partner für den Entwurf verantwortlich. Die Hallengrundfläche beträgt 5850 m². Architektonisch sticht zuallererst die gewölbte Dachform ins Auge. Sie ist einer Tragfläche eines startenden Flugzeuges nachempfunden. Nach Fertigstellung des Terminal 1 wurden auch hier wesentliche Neuerungen nachgerüstet, die beide Terminals auf den gleichen technischen Stand bringen. So wurde unter laufendem Flughafenbetrieb die gesamte Gepäckförderanlage im Terminal 2 ins Untergeschoss verlegt. Daneben wurden auch die Check-in-Schalter auf den damals neuesten technischen Stand gebracht. Hier werden vor allem die Lufthansa- und Star-Alliance-Flüge abgefertigt.

#### AirportPlaza
Ebenfalls vom Büro Gerkan, Marg und Partner entworfen, ist die AirportPlaza das neueste der drei Abfertigungsgebäude. Sie wurde im Dezember 2008 eröffnet und bildet, zwischen den beiden Terminals liegend, einen Übergang zwischen beiden. In der Plaza ist die zentrale Sicherheitskontrolle seit 2009 untergebracht. Dahinter befinden sich zahlreiche Shops und gastronomische Einrichtungen für die Flugpassagiere. Darüber hinaus werden hier die Gepäckförderanlagen der beiden Terminals im Untergeschoss zusammengeführt. Hier befindet sich auch die Endhaltestelle „Hamburg Airport“ der Flughafen-S-Bahn Hamburg, die am 12. Dezember 2008 in Betrieb gegangen ist.

### Luftfrachtzentrum
Das Hamburg Airport Cargo Center (HACC) getaufte Luftfrachtzentrum wurde 2016 fertiggestellt und steht auf dem Gelände der ehemaligen Parkfläche P8. Im Vergleich zum zuvor bestehenden Luftfrachtzentrum am Hamburger Flughafen kann es höhere Kapazitäten und effizientere Abläufe bieten. Die Luftfrachtkapazität stieg mit der Inbetriebnahme im Mai 2016 auf jährlich 150.000 Tonnen. Die Investitionen beliefen sich auf etwa 50 Millionen Euro, es ist direkt an das Vorfeld des Hamburger Flughafens angebunden. Das HACC ist Sitz von Logistik-Firmen, etwa der LUG Hamburg, welche den Frachtumschlag für Fluglinien wie Emirates, United, Condor, Iran Air, Turkish Airlines, TUI Fly oder Aeroflot durchführt.

### Lufthansa Technik
Im Süden des Hamburger Flughafens befindet sich die Lufthansa Technik. Dort arbeiten rund 10.000 Mitarbeiter. In der Vergangenheit wurden hier durch die sogenannte Line- und Base-Maintenance einige Linienflugzeuge der Lufthansa Group gewartet. Diese beschloss im August 2021 die Schließung. Dem Hamburg Airport bleibt mit der Wartung von VIP- und Regierungsmaschinen ein Teil der Lufthansa Technik erhalten.

## Betreiber und Konzerngesellschaften
Betreiber des Flughafens ist die Flughafen Hamburg GmbH (FHG). Die Gesellschafter sind zu 51 % die Freie und Hansestadt Hamburg (die Anteile hält die HGV, die vollständig im Eigentum der Stadt Hamburg steht) und zu 49 % die Hamburg Airport Partners GmbH. Hamburg Airport Partners ist im Besitz von Avialliance (vormals Hochtief Airport), die durchgerechnet 34,8 % hält, die restlichen 14,2 % sind im Besitz von Avialliance Capital GmbH & Co. KGaA (vormals Hochtief Airport Capital) und werden ebenfalls von der Avialliance gemanagt.
Die FHG ist an zehn wesentlichen Tochter- und Beteiligungsgesellschaften beteiligt.

## Sicherheit am Flughafen

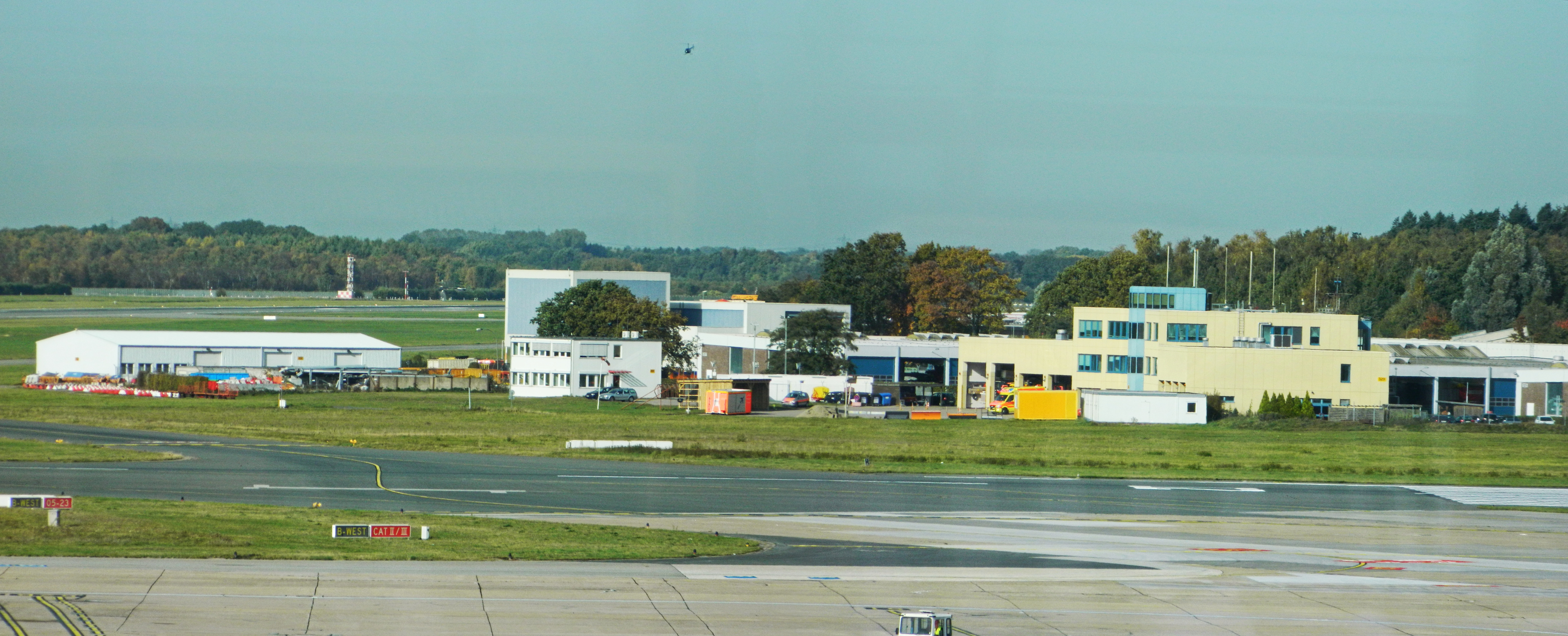
Wache der Flughafenfeuerwehr vor der Erweiterung 2016 (gelbes Gebäude, rechts im Bild)

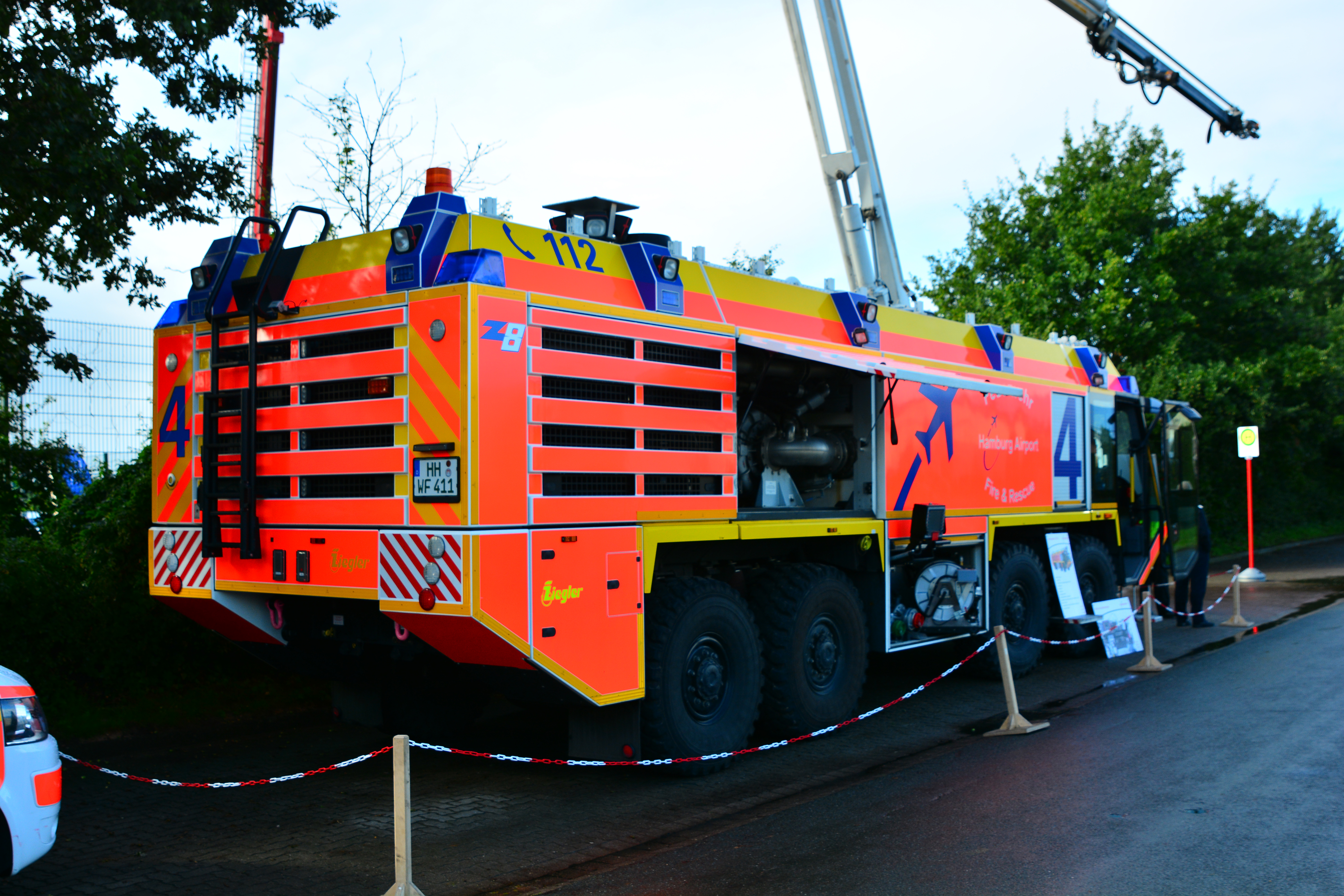
Flugfeldlöschfahrzeug (FLF) der Flughafenfeuerwehr Hamburg

### Sicherheitseinrichtungen
Ein Hauptkritikpunkt an der Sicherheit des Flughafens Hamburg sind die dicht bebauten Einflugschneisen.
Die Instrumentenlandesysteme (ILS) auf dem Flughafen selbst entsprechen dem Standard, allerdings verfügt die Landebahn 33 nur über ein Nichtpräzisionsanflugverfahren RNP, ehemals LOC/DME.
Ab dem 27. September 2010 war der Flughafen der erste in Deutschland, an dem Körperscanner getestet wurden. Dieser Feldversuch wurde jedoch am 31. Juli 2011 u. a. mit dem Verweis auf die hohe Fehlerhäufigkeit wieder eingestellt. Seit 2014 wurden die mittlerweile ausgereiften Körperscanner wieder eingeführt. Die Passagiere können zwischen Körperscanner und Abtasten wählen.
Für Landungen der Airbus A380 sind die Grünstreifen neben beiden Landebahnen mit einem Kunstharz befestigt; am 28. Mai 2018 kündigte Emirates an, Hamburg ab dem 29. Oktober 2018 einmal täglich mit der Airbus A380 anzufliegen. Auch ist der Flughafen eine Ausweichstelle für den nahe gelegenen Airbus-Werksflugplatz Hamburg-Finkenwerder; zusätzlich führt die Lufthansa Technik in Hamburg Wartungsarbeiten an diesen Maschinen aus.

### Airport Security
Die Abteilung Flughafensicherheit der Betreibergesellschaft Flughafen Hamburg GmbH ist gemeinsam mit der Bundespolizei, der Polizei Hamburg und dem Zoll für die Sicherheit der Fluggäste, der Besucher, der Mitarbeiter sowie des Flugbetriebs zuständig. Die Abteilung hat ihre Zentrale im Bereich des Luftfrachtzentrums (Gebäude 235) und nimmt unter anderem die folgenden Aufgaben wahr:
- Personen- und Warenkontrollen an den Zugängen und Zufahrten zum Sicherheitsbereich
- Vergabe von Flughafenausweisen und Fahrgenehmigungen für Mitarbeiter und Besucher
- Objektschutz für die Gebäude auf dem Flughafengelände
- Einsatz von Sprengstoffspürhunden
- Durchführung der Sicherheitskontrollen
- Hilfeleistung bei Unfällen auf dem Flughafengelände

### Bundespolizei
Beamte der Bundespolizei verfolgen am Flughafen begangene Straftaten und Ordnungswidrigkeiten, welche sich ausschließlich auf den grenzüberschreitenden Verkehr beziehen, beaufsichtigen die von der Airport Security durchgeführten Sicherheitskontrollen, sind für die Passkontrollen bei der Ein- und Ausreise verantwortlich und führen Sicherheitsmaßnahmen an Bord von Luftfahrzeugen durch, um Angriffe auf die Sicherheit des Luftverkehrs zu verhindern. Zuständige Dienststelle der Bundespolizei ist die Bundespolizeiinspektion Flughafen Hamburg, die zur Bundespolizeidirektion Hannover gehört.
Die Durchführung und Ermittlungen von Strafverfahren zu Straftaten, welche am Flughafen Hamburg stattfinden, obliegt der Landespolizei Hamburg. Im Falle des Flughafens ist dies das Polizeikommissariat 34 mit seiner Außenstelle am Flughafen.

### Flughafenfeuerwehr
Die erst 2016 erweiterte Wache der Flughafenfeuerwehr liegt nördlich der Terminalgebäude neben den Wartungshallen zwischen den beiden Start- und Landebahnen. Die Werkfeuerwehr beschäftigt rund 80 Mitarbeiter und verfügt unter anderem über einen Einsatzleitwagen (ELW), vier Flugfeldlöschfahrzeuge (FLF) vom Typ Ziegler Z8 100/120-15+500 P Snoozle 652, einen Gerätewagen Logistik (GW-L), zwei Hilfeleistungslöschgruppenfahrzeuge (HLF), zwei Mannschaftstransportfahrzeuge (MTF), ein Rettungstreppenfahrzeug (RTF), ein Wechselladerfahrzeug (WLF) und zwei Rettungswagen (RTW). Die Flughafenfeuerwehr wurde im Jahr 2014 insgesamt 1.990 Mal alarmiert.

## Standortwettbewerb
Im Einzugsbereich des Flughafens Hamburg befinden sich außerdem
- der Flughafen Lübeck-Blankensee an der A 20
- der Flughafen Bremen
- der Flughafen Hannover
- der Flughafen Rostock-Laage

## Kapazität und Verkehrszahlen

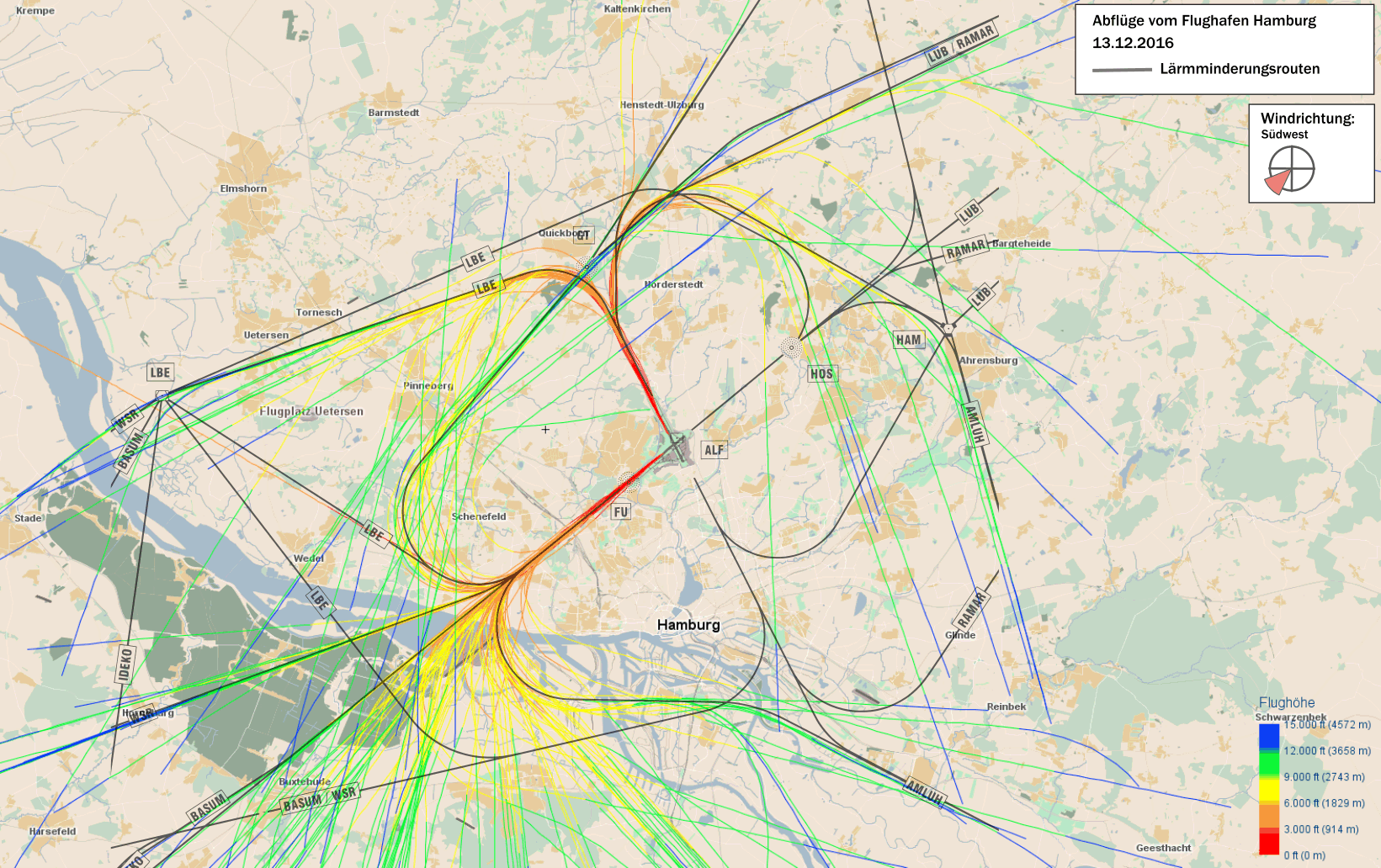
Flugspuren der Abflüge exemplarisch eines Tages mit den Betriebsrichtungen RWY 33 (Ohmoor) und RWY 23 (Niendorf), die zu 85 Prozent für Starts verwendet werden

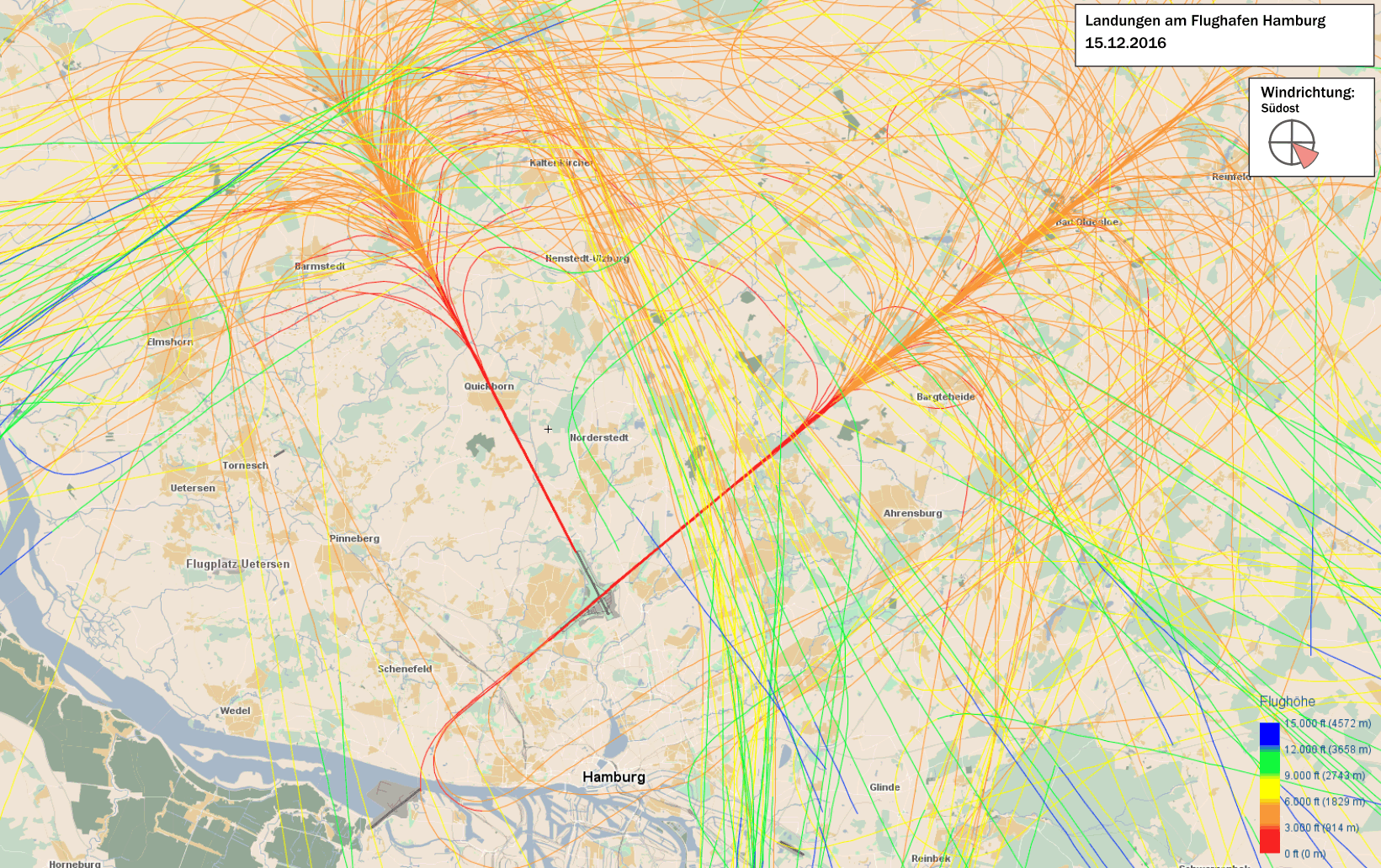
Flugspuren der Landungen exemplarisch eines Tages. Die Landungen erfolgen überwiegend über RWY 23 (Langenhorn), RWY 15 (Ohmoor) und RWY 05 (Niendorf)

Nach der Eröffnung des neuen Terminal 1 verfügt der Flughafen Hamburg über eine Jahreskapazität von 15 bis 16 Millionen Passagieren.
Gleichzeitig können 58 Flugzeuge abgefertigt werden. Die beiden sich kreuzenden Start- und Landebahnen lassen maximal 48 Starts und Landungen pro Stunde zu.
Von 23:00 bis 6:00 Uhr bestehen Nachtflugbeschränkungen, 2007 gab es 456 Ausnahmegenehmigungen für den Zeitraum von 0:00 bis 6:00 Uhr, von denen etwa 300 auf Postmaschinen entfielen. Die Post hat diese Flüge Ende März 2008 eingestellt. Insgesamt stieg die Zahl der gezählten Flüge zwischen 23:00 und 0:00 Uhr an; 2007 fanden insgesamt 1438 Flüge während dieser Zeit statt, 2006 waren es noch 1365 Flüge. 2012 gab es in der Zeit von 0:00 bis 6:00 Uhr 203 Flüge (medizinische Hilfsflüge und Notfälle sowie 21 Einzelausnahmegenehmigungen im öffentlichen Interesse) und zwischen 23:00 und 0:00 Uhr 501 Flüge.
| Jahr | Fluggastaufkommen | Flugbewegungen | Umsatz           | Quelle        |
| ---- | ----------------- | -------------- | ---------------- | ------------- |
| 2024 | 14.380.000        | 127.000        | noch keine Daten | [ 38 ]        |
| 2023 | 13.559.732        | 120.315        | 259,4 Mio. €     | [ 40 ] [ 41 ] |
| 2022 | 11.097.688        | 109.856        | 216,7 Mio. €     | [ 42 ]        |
| 2021 | 5.317.666         | 69.840         | 128,9 Mio. €     | s. u.         |
| 2020 | 4.560.000         | 66.300         | 119,6 Mio. €     | s. u.         |
| 2019 | 17.310.000        | 155.215        | 274,8 Mio. €     | s. u.         |
| 2018 | 17.230.000        | 156.388        | 269,4 Mio. €     | s. u.         |
| 2017 | 17.622.997        | 159.780        | 264,5 Mio. €     | s. u.         |
| 2016 | 16.224.154        | 160.643        | 244,1 Mio. €     | s. u.         |
| 2015 | 15.610.054        | 158.390        | 288,1 Mio. €     | s. u.         |
| 2014 | 14.760.000        | 153.876        | 271,3 Mio. €     | s. u.         |
| 2013 | 13.502.939        | 143.802        | 254,5 Mio. €     | s. u.         |
| 2012 | 13.697.690        | 152.890        | 251,5 Mio. €     | s. u.         |
| 2011 | 13.536.110        | 158.076        | 253,3 Mio. €     | s. u.         |
| 2010 | 12.960.000        | 157.210        | 248,6 Mio. €     | s. u.         |
| 2009 | 12.229.131        | 157.481        | 224,1 Mio. €     | s. u.         |
| 2008 | 12.840.000        | 172.065        | 230,7 Mio. €     | s. u.         |
| 2007 | 12.780.509        | 173.500        | 234,2 Mio. €     | –             |
| 2006 | 11.954.560        | 168.395        | 223 Mio. €       | –             |
| 2005 | 10.677.268        | 156.128        | 203 Mio. €       | –             |
| 2004 | 9.893.703         | 151.434        | 199 Mio. €       | –             |
| 2003 | 9.529.924         | 149.366        | 187 Mio. €       | –             |
| 2002 | 8.946.505         | 150.271        | 184 Mio. €       | –             |
| 2001 | 9.490.432         | 158.569        | 192 Mio. €       | –             |
| 2000 | 9.949.269         | 164.932        | 198 Mio. €       | –             |
| 1990 | 6.861.255         | 141.042        | –                | –             |
| 1980 | 4.558.939         | 100.279        | –                | –             |
| 1970 | 3.138.467         | 89.788         | –                |               |
| 1960 | 935.213           | 53.951         | –                | –             |
| 1937 | 57.194            | –              | –                | –             |
| 1924 | 17.350            | –              | –                | –             |
| 1923 | 5.087             | –              | –                | –             |
| 1920 | 241               | 348            | –                | –             |

Quelle: Flughafen Hamburg

### Insgesamt
| Rang                                                             | Ziel                    | Passagiere 2022 | Veränderung | Passagiere 2021 | Veränderung | Passagiere 2020 | Starts 2022 | Veränderung | Starts 2021 | Veränderung | Starts 2020 |
| ---------------------------------------------------------------- | ----------------------- | --------------- | ----------- | --------------- | ----------- | --------------- | ----------- | ----------- | ----------- | ----------- | ----------- |
| 1                                                                | München                 | 513.604         | ▲97,22 %    | 260.428         | ▼−1,98 %    | 265.685         | 4.355       | ▲70,52 %    | 2.554       | ▼−18,14 %   | 3.120       |
| 2                                                                | Frankfurt am Main       | 439.991         | ▲77,55 %    | 247.811         | ▲24,67 %    | 198.776         | 3.580       | ▲55,65 %    | 2.300       | ▲11,49 %    | 2.063       |
| 3                                                                | Palma de Mallorca       | 400.474         | ▲68,38 %    | 237.836         | ▲211,01 %   | 76.473          | 2.477       | ▲38,85 %    | 1.784       | ▲121,89 %   | 804         |
| 4                                                                | Zürich                  | 219.879         | ▲59,11 %    | 138.191         | ▲23,52 %    | 111.873         | 1.903       | ▲28,41 %    | 1.482       | ▲21,28 %    | 1.222       |
| 5                                                                | Wien                    | 216.113         | ▲108,64 %   | 103.581         | ▲22,26 %    | 84.723          | 1.862       | ▲53,63 %    | 1.212       | ▲14,88 %    | 1.055       |
| 6                                                                | Antalya                 | 215.022         | ▲108,53 %   | 103.114         | ▲152,78 %   | 40.792          | 1.296       | ▲92,57 %    | 673         | ▲96,21 %    | 343         |
| 7                                                                | London Heathrow         | 191.870         | ▲399,12 %   | 38.442          | ▼−53,21 %   | 82.156          | 1.667       | ▲252,43 %   | 473         | ▼−48,64 %   | 921         |
| 8                                                                | Istanbul                | 187.212         | ▲69,98 %    | 110.137         | ▲62,66 %    | 67.708          | 1.122       | ▲55,19 %    | 723         | ▲39,85 %    | 517         |
| 9                                                                | Paris-Charles-De-Gaulle | 182.505         | ▲141,58 %   | 75.545          | ▲22,40 %    | 61.721          | 1.642       | ▲79,65 %    | 914         | ▲29,46 %    | 706         |
| 10                                                               | Dubai                   | 152.527         | ▲189,56 %   | 52.675          | ▼−3,97 %    | 54.855          | 543         | ▲86,60 %    | 291         | ▲46,97 %    | 198         |
| In dieser Statistik sind nur Starts enthalten. (Keine Landungen) |                         |                 |             |                 |             |                 |             |             |             |             |             |

### National
| Rang                                                             | Ziel               | Passagiere 2022 | Veränderung | Passagiere 2021 | Veränderung | Passagiere 2020 | Starts 2022 | Veränderung | Starts 2021 | Veränderung | Starts 2020 |
| ---------------------------------------------------------------- | ------------------ | --------------- | ----------- | --------------- | ----------- | --------------- | ----------- | ----------- | ----------- | ----------- | ----------- |
| 1                                                                | München            | 513.604         | ▲97,22 %    | 260.428         | ▼−1,98 %    | 265.685         | 4.355       | ▲70,52 %    | 2.554       | ▼−18,14 %   | 3.120       |
| 2                                                                | Frankfurt am Main  | 439.991         | ▲77,55 %    | 247.811         | ▲24,67 %    | 198.776         | 3.580       | ▲55,65 %    | 2.300       | ▲11,49 %    | 2.063       |
| 3                                                                | Stuttgart          | 131.670         | ▲67,26 %    | 78.721          | ▼−31,82 %   | 115.464         | 1.378       | ▲36,44 %    | 1.010       | ▼−31,62 %   | 1.477       |
| 4                                                                | Düsseldorf         | 56.727          | ▲69,01 %    | 33.564          | ▼−49,64 %   | 66.642          | 862         | ▲29,24 %    | 667         | ▼−37,25 %   | 1.063       |
| 5                                                                | Köln/Bonn          | 32.712          | ▲74,56 %    | 18.740          | ▼−64,71 %   | 53.099          | 584         | ▲28,92 %    | 453         | ▼−58,52 %   | 1.092       |
| 6                                                                | Nürnberg           | 5.063           | ▲3,26 %     | 4.903           | ▼−74,77 %   | 19.430          | 132         | ▲6,45 %     | 124         | ▼−60,26 %   | 312         |
| 7                                                                | Berlin-Brandenburg | 2.501           | ▲19,44 %    | 2.094           | ▲151,38 %   | 833             | 47          | ▼−22,95 %   | 61          | ▲32,61 %    | 46          |
| 8                                                                | Saarbrücken        | 2.468           | ▲97,28 %    | 1.251           | ▼−83,76 %   | 7.702           | 144         | ▲100,00 %   | 72          | ▼−69,87 %   | 239         |
| 9                                                                | Leipzig/Halle      | 376             | ▲205,69 %   | 123             | ▲105,00 %   | 60              | 18          | ▲5,88 %     | 17          | ▼−5,56 %    | 18          |
| 10                                                               | Dresden            | 174             | –           | –               | –           | –               | 6           | –           | –           | –           | –           |
| In dieser Statistik sind nur Starts enthalten. (Keine Landungen) |                    |                 |             |                 |             |                 |             |             |             |             |             |

### Kontinental
| Rang                                                             | Ziel                    | Passagiere 2022 | Veränderung | Passagiere 2021 | Veränderung | Passagiere 2020 | Starts 2022 | Veränderung | Starts 2021 | Veränderung | Starts 2020 |
| ---------------------------------------------------------------- | ----------------------- | --------------- | ----------- | --------------- | ----------- | --------------- | ----------- | ----------- | ----------- | ----------- | ----------- |
| 1                                                                | Palma de Mallorca       | 400.474         | ▲68,38 %    | 237.836         | ▲211,01 %   | 76.473          | 2.477       | ▲38,85 %    | 1.784       | ▲121,89 %   | 804         |
| 2                                                                | Zürich                  | 219.879         | ▲59,11 %    | 138.191         | ▲23,52 %    | 111.873         | 1.903       | ▲28,41 %    | 1.482       | ▲21,28 %    | 1.222       |
| 3                                                                | Wien                    | 216.113         | ▲108,64 %   | 103.581         | ▲22,26 %    | 84.723          | 1.862       | ▲53,63 %    | 1.212       | ▲14,88 %    | 1.055       |
| 4                                                                | Antalya                 | 215.022         | ▲108,53 %   | 103.114         | ▲152,78 %   | 40.792          | 1.296       | ▲92,57 %    | 673         | ▲96,21 %    | 343         |
| 5                                                                | London Heathrow         | 191.870         | ▲399,12 %   | 38.442          | ▼−53,21 %   | 82.156          | 1.667       | ▲252,43 %   | 473         | ▼−48,64 %   | 921         |
| 6                                                                | Istanbul                | 187.212         | ▲69,98 %    | 110.137         | ▲62,66 %    | 67.708          | 1.122       | ▲55,19 %    | 723         | ▲39,85 %    | 517         |
| 7                                                                | Paris-Charles-De-Gaulle | 182.505         | ▲141,58 %   | 75.545          | ▲22,40 %    | 61.721          | 1.642       | ▲79,65 %    | 914         | ▲29,46 %    | 706         |
| 8                                                                | Amsterdam               | 139.989         | ▲63,03 %    | 85.865          | ▲11,28 %    | 77.162          | 1.700       | ▲33,02 %    | 1.278       | ▲17,03 %    | 1.092       |
| 9                                                                | Istanbul-Sabiha Gökçen  | 121.388         | ▲62,98 %    | 74.479          | ▲121,58 %   | 33.613          | 831         | ▲51,37 %    | 549         | ▲101,10 %   | 273         |
| 10                                                               | Barcelona               | 97.023          | ▲93,76 %    | 50.073          | ▲89,43 %    | 26.433          | 645         | ▲83,24 %    | 352         | ▲31,34 %    | 268         |
| 11                                                               | Madrid                  | 85.103          | ▲146,44 %   | 34.533          | ▲75,35 %    | 19.694          | 571         | ▲88,45 %    | 303         | ▲63,78 %    | 185         |
| 12                                                               | Dublin                  | 81.213          | –           | –               | –           | –               | 599         | –           | –           | –           | –           |
| 13                                                               | London Stansted         | 79.781          | ▲260,06 %   | 22.158          | ▲29,25 %    | 17.143          | 501         | ▲148,02 %   | 202         | ▲34,67 %    | 150         |
| 14                                                               | Lissabon                | 78.762          | ▲136,46 %   | 33.309          | ▲4,61 %     | 31.840          | 708         | ▲84,68 %    | 383         | ▲9,74 %     | 349         |
| 15                                                               | Fuerteventura           | 78.428          | ▲124,08 %   | 35.000          | ▲25,98 %    | 27.782          | 425         | ▲90,58 %    | 223         | ▲28,90 %    | 173         |
| 16                                                               | Iraklio                 | 69.428          | ▲35,34 %    | 51.299          | ▲48,13 %    | 34.630          | 418         | ▲24,78 %    | 335         | ▲55,81 %    | 215         |
| 17                                                               | Basel                   | 64.265          | ▲151,71 %   | 25.531          | ▼−35,53 %   | 39.602          | 481         | ▲80,15 %    | 267         | ▼−16,82 %   | 321         |
| 18                                                               | Gran Canaria            | 61.334          | ▲103,61 %   | 30.123          | ▼−7,75 %    | 32.653          | 366         | ▲87,69 %    | 195         | ▼−2,01 %    | 199         |
| 19                                                               | Teneriffa Süd           | 58.229          | ▲127,12 %   | 25.638          | ▲0,25 %     | 25.573          | 363         | ▲103,93 %   | 178         | ▲10,56 %    | 161         |
| 20                                                               | Danzig                  | 52.524          | –           | –               | –           | –               | 331         | –           | –           | –           | –           |
| 21                                                               | Izmir                   | 49.832          | ▲61,26 %    | 30.901          | ▲85,54 %    | 16.655          | 340         | ▲41,08 %    | 241         | ▲41,76 %    | 170         |
| 22                                                               | Oslo-Gardermoen         | 49.080          | –           | –               | –           | –               | 373         | –           | –           | –           | –           |
| 23                                                               | Brüssel-Zaventem        | 49.020          | –           | –               | –           | –               | 554         | –           | –           | –           | –           |
| 24                                                               | Helsinki                | 46.740          | –           | –               | –           | –               | 668         | –           | –           | –           | –           |
| 25                                                               | Kopenhagen              | 42.581          | –           | –               | –           | –               | 882         | –           | –           | –           | –           |
| In dieser Statistik sind nur Starts enthalten. (Keine Landungen) |                         |                 |             |                 |             |                 |             |             |             |             |             |

### Interkontinental
| Rang                                                             | Ziel                  | Passagiere 2022 | Veränderung | Passagiere 2021 | Veränderung | Passagiere 2020 | Starts 2022 | Veränderung | Starts 2021 | Veränderung | Starts 2020 |
| ---------------------------------------------------------------- | --------------------- | --------------- | ----------- | --------------- | ----------- | --------------- | ----------- | ----------- | ----------- | ----------- | ----------- |
| 1                                                                | Dubai                 | 152.527         | ▲189,56 %   | 52.675          | ▼−3,97 %    | 54.855          | 543         | ▲86,60 %    | 291         | ▲46,97 %    | 198         |
| 2                                                                | Hurghada              | 84.374          | ▲229,60 %   | 25.599          | ▲21,21 %    | 21.119          | 420         | ▲202,16 %   | 139         | ▲44,79 %    | 96          |
| 3                                                                | Teheran-Imam Chomeini | 9.904           | –           | –               | –           | –               | 66          | –           | –           | –           | –           |
| 4                                                                | Moskau-Scheremetjewo  | k. A.           | –           | 15.342          | ▲16,28 %    | 13.194          | k. A.       | –           | 149         | ▲3,47 %     | 144         |
| 5                                                                | Sankt Petersburg      | k. A.           | –           | 4.030           | ▼−3,24 %    | 4.165           | k. A.       | –           | 56          | ▼−6,67 %    | 60          |
| In dieser Statistik sind nur Starts enthalten. (Keine Landungen) |                       |                 |             |                 |             |                 |             |             |             |             |             |

### Nach Ländern
| Rang                                                             | Ziel                         | Passagiere 2022 | Veränderung | Passagiere 2021 | Veränderung | Passagiere 2020 | Starts 2022 | Veränderung | Starts 2021 | Veränderung | Starts 2020 |
| ---------------------------------------------------------------- | ---------------------------- | --------------- | ----------- | --------------- | ----------- | --------------- | ----------- | ----------- | ----------- | ----------- | ----------- |
| 1                                                                | Deutschland                  | 1.188.180       | ▲82,55 %    | 650.867         | ▼−11,15 %   | 732.551         | 11.896      | ▲47,67 %    | 8.056       | ▼−21,60 %   | 10.276      |
| 2                                                                | Spanien                      | 941.393         | ▲91,78 %    | 490.864         | ▲93,32 %    | 253.908         | 5.932       | ▲63,19 %    | 3.635       | ▲64,78 %    | 2.206       |
| 3                                                                | Türkei                       | 599.628         | ▲77,41 %    | 337.988         | ▲101,18 %   | 168.002         | 3.779       | ▲61,70 %    | 2.337       | ▲69,47 %    | 1.379       |
| 4                                                                | Vereinigtes Königreich       | 352.589         | ▲378,66 %   | 73.662          | ▼−47,55 %   | 140.443         | 2.890       | ▲212,77 %   | 924         | ▼−38,11 %   | 1.493       |
| 5                                                                | Schweiz                      | 284.358         | ▲105,77 %   | 138.191         | ▼−11,55 %   | 156.232         | 2.456       | ▲65,72 %    | 1.482       | ▼−9,80 %    | 1.643       |
| 6                                                                | Österreich                   | 259.371         | ▲122,81 %   | 116.408         | ▲9,04 %     | 106.755         | 2.395       | ▲67,48 %    | 1.430       | ▲7,68 %     | 1.328       |
| 7                                                                | Griechenland                 | 239.777         | ▲50,73 %    | 159.077         | ▲74,27 %    | 91.283          | 1.597       | ▲39,23 %    | 1.147       | ▲78,38 %    | 643         |
| 8                                                                | Frankreich                   | 226.377         | ▲148,83 %   | 90.976          | ▲38,61 %    | 65.634          | 2.068       | ▲80,61 %    | 1.145       | ▲32,52 %    | 864         |
| 9                                                                | Italien                      | 198.293         | ▲164,89 %   | 74.859          | ▲55,09 %    | 48.268          | 1.802       | ▲154,16 %   | 709         | ▲27,98 %    | 554         |
| 10                                                               | Vereinigte Arabische Emirate | 152.547         | ▲189,46 %   | 52.701          | ▼−3,94 %    | 54.861          | 549         | ▲85,47 %    | 296         | ▲48,74 %    | 199         |
| 11                                                               | Portugal                     | 140.368         | ▲129,04 %   | 61.286          | ▲14,95 %    | 53.315          | 1.127       | ▲87,21 %    | 602         | ▲14,23 %    | 527         |
| 12                                                               | Niederlande                  | 140.029         | ▲63,04 %    | 85.888          | ▲11,15 %    | 77.273          | 1.713       | ▲33,20 %    | 1.286       | ▲15,34 %    | 1.115       |
| 13                                                               | Polen                        | 90.890          | ▲130,58 %   | 39.418          | ▲0,08 %     | 39.388          | 1.032       | ▲93,98 %    | 532         | ▼−7,32 %    | 574         |
| 14                                                               | Ägypten                      | 84.387          | ▲229,61 %   | 25.602          | ▲12,04 %    | 22.850          | 298         | ▲112,86 %   | 140         | ▲30,84 %    | 107         |
| 15                                                               | Irland                       | 81.222          | ▲361,10 %   | 17.615          | ▼−14,38 %   | 20.573          | 601         | ▲219,68 %   | 188         | ▼−18,61 %   | 231         |
| 16                                                               | Norwegen                     | 49.916          | –           | –               | –           | –               | 383         | –           | –           | –           | –           |
| 17                                                               | Belgien                      | 49.061          | ▲136,40 %   | 20.753          | ▲20,38 %    | 17.240          | 569         | ▲84,74 %    | 308         | ▲40,00 %    | 220         |
| 18                                                               | Finnland                     | 46.814          | –           | –               | –           | –               | 669         | –           | –           | –           | –           |
| 19                                                               | Schweden                     | 43.178          | –           | –               | –           | –               | 482         | –           | –           | –           | –           |
| 20                                                               | Dänemark                     | 42.603          | –           | –               | –           | –               | 887         | –           | –           | –           | –           |
| 21                                                               | Kroatien                     | 39.675          | ▲59,52 %    | 24.871          | ▲357,02 %   | 5.442           | 293         | ▲55,03 %    | 189         | ▲186,36 %   | 66          |
| 22                                                               | Bulgarien                    | 33.928          | ▲101,16 %   | 16.866          | ▼−28,85 %   | 23.706          | 214         | ▲64,62 %    | 130         | ▼−35,32 %   | 201         |
| 23                                                               | Rumänien                     | 30.116          | ▲58,67 %    | 18.980          | ▲65,49 %    | 11.469          | 185         | ▲20,92 %    | 153         | ▲15,04 %    | 133         |
| 24                                                               | Albanien                     | 26.955          | –           | –               | –           | –               | 136         | –           | –           | –           | –           |
| 25                                                               | Nordmazedonien               | 25.138          | –           | –               | –           | –               | 129         | –           | –           | –           | –           |
| In dieser Statistik sind nur Starts enthalten. (Keine Landungen) |                              |                 |             |                 |             |                 |             |             |             |             |             |

## Auszeichnung
Der Flughafen Hamburg bekam 2011, 2012 sowie 2021 von Skytrax die Auszeichnung „Best Regional Airport Europe“ verliehen. Zudem erhielt Hamburg Airport 2012 und 2013 den ACI (Airports Council International) Europe Award „Best Airport Europe“ in der Kategorie 10 bis 25 Millionen Passagiere.

## Name des Flughafens
Der Name des Flughafens Hamburg wurde am 10. November 2016 zu Ehren des verstorbenen Altkanzlers und Hamburger Ehrenbürgers Helmut Schmidt um den Namenszusatz „Hamburg Airport Helmut Schmidt“ ergänzt. Dies geht auf einen Beschluss der Hamburgischen Bürgerschaft vom 21. Januar 2016 zurück. Schmidt war am 10. November 2015 im Alter von 96 Jahren gestorben. Der Flughafen hieß früher Flughafen Hamburg-Fuhlsbüttel.

## Kritik am Flughafen

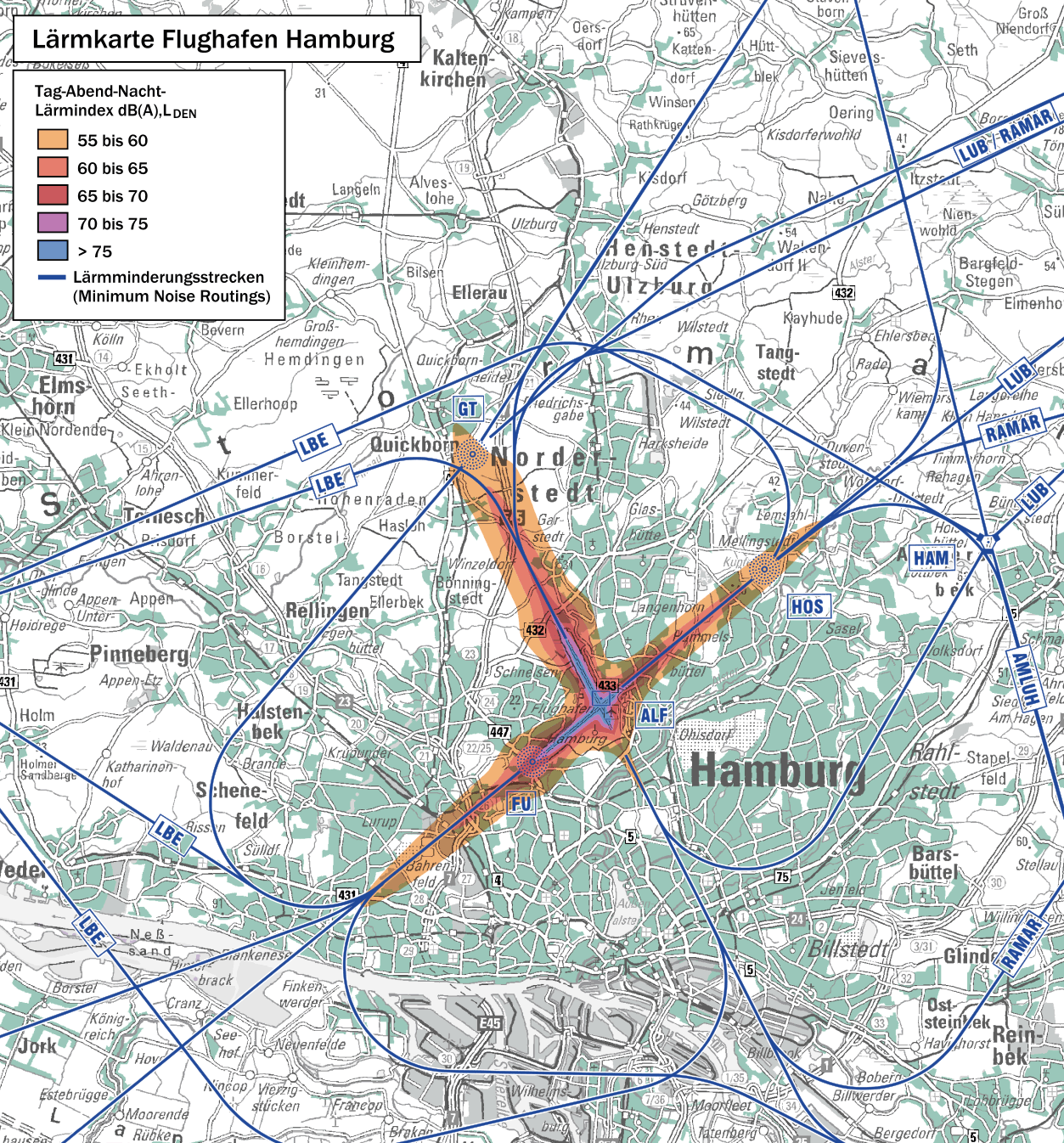
Lärmkarte des Flughafens Hamburg mit den Abflugrouten (Lärmminderungsrouten)

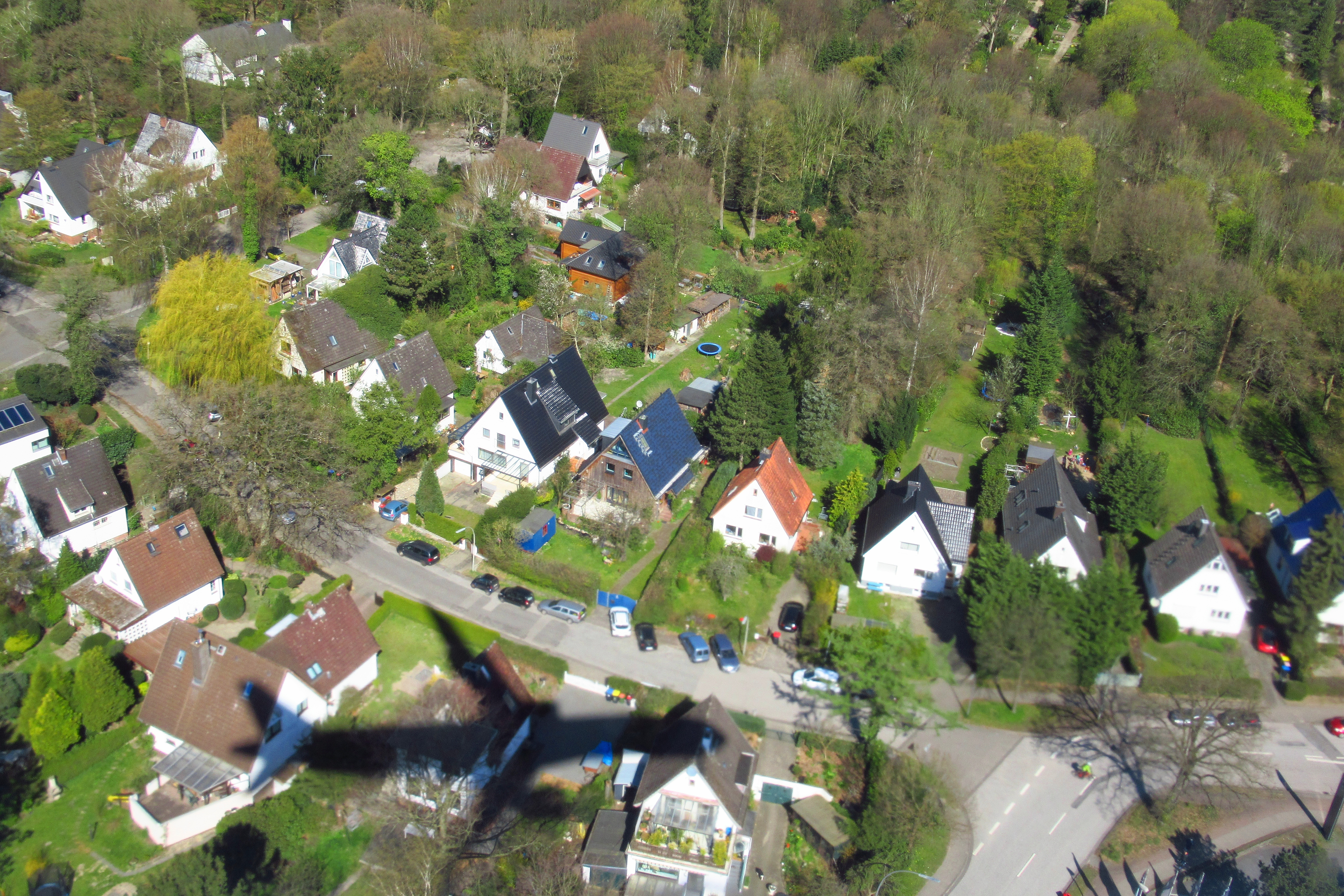
Naher Überflug der Häuser in der Flugschneise Niendorf, einen halben Kilometer vom Flughafengelände entfernt, etwa einen Kilometer vor Beginn der Landebahn.

Kritik am Betrieb des Flughafens gibt es seit langer Zeit. Beispielsweise bestehen die Notgemeinschaft der Flughafenanlieger Hamburg e. V. seit 1961 und die Interessengemeinschaft Flugschneise Nord – Bürgerinitiative gegen Fluglärm in Quickborn und Hasloh e. V. seit dem Jahr 1970. Weiter gibt es die Bürgerinitiative für die Reduzierung der Belastungen des Luftverkehrs in Hamburg und Schleswig-Holstein – BAW. Auf Veranlassung der Hamburgischen Bürgerschaft (Drucksache 20/14334) wurde die „Allianz für Fluglärmschutz (FLSA)“ gegründet. In der FLSA vertreten sind die Fluglärmschutzinitiativen in der Metropolregion Hamburg, die Parteien der Hamburger Bürgerschaft, die vom Fluglärm betroffenen Landkreise, die Umweltbehörde und die Verkehrsbehörde, die Wirtschaftsverbände, die Deutsche Flugsicherung (DFS), die Luftverkehrswirtschaft und die Fluglärmschutzbeauftragte. Die FLSA trat am 7. Juli 2015 zu ihrer ersten Sitzung zusammen. Seitdem haben insgesamt elf Sitzungen stattgefunden.
Insbesondere die Beachtung der in der Flughafenordnung sowie dem Luftfahrthandbuch festgelegten Schutzbestimmungen (Nachtflugbeschränkung und Bahnbenutzungsregelung) für die Bevölkerung wird von den betroffenen Bürgerinnen und Bürger eingefordert. Die Nachtflugbeschränkung besagt, dass nach 23 Uhr nur noch nachweislich unvermeidbar verspätete Starts und Landungen von Linien- und Touristikflügen stattfinden dürfen. Die Anzahl derartiger Flugbewegungen hat in den vergangenen Jahren jedoch stark zugenommen. Im Jahr 2018 waren es 1.194 derartige Flüge. Im Jahr 2013 betrug die Anzahl hingegen 451. Die Bahnbenutzungsregelung dient der Reduzierung der Anzahl an Fluglärmbetroffenen je Überflug. Im Wesentlichen gibt es drei Regeln, die besagen, dass Starts nach Möglichkeit nach Nordwesten stattfinden sollen, Flüge über den Südosten vermieden werden sollen und in der letzten und ersten Betriebsstunde auch die Landungen über den Nordwesten stattfinden sollen.
Menschen, die im Flughafen in Mülleimern nach Pfandflaschen suchen, bekamen zeitweise ein zwölfmonatiges Hausverbot. Wurden sie noch einmal angetroffen, erhielten sie eine Anzeige wegen Hausfriedensbruchs. 2014 erstattete die Flughafenverwaltung 97 Anzeigen. Eine Sprecherin des Hamburger Flughafens begründete dies mit Sicherheits- und Ästhetikaspekten. Anfang Februar 2015 wurde mitgeteilt, dass der Flughafen die Flaschensammler in einer Testphase vorerst dulden wird und bis Ende April 2015 an einer endgültigen Lösung arbeitet. Dies geschah als Reaktion auf eine Online-Petition eines Sozialarbeiters, die bis dahin von rund 57.000 Personen unterschrieben worden war. Seit September 2015 gibt es am Flughafen Hamburg die Aktion Spende dein Pfand. Bei dieser Aktion können die Besucher des Flughafens ihre Pfandflaschen in spezielle Behälter werfen. Der Flughafen stellte drei Langzeitarbeitslose ein, deren Aufgabe es ist, diese Behälter zu leeren.
Während und nach der COVID-19-Pandemie kam es zu massiven Problemen bei der Gepäckabfertigung. Die Sicherheitskontrolle in Hamburg gilt als oft überlastet.
Im Juli 2023 gelangten Klimademonstranten auf das Rollfeld des Flughafens. Im November 2023 fuhr ein Geiselnehmer mit seinem Pkw neben ein Flugzeug und legte den Flughafen für 18 Stunden lahm. Das Eindringen sorgte jeweils für Kritik an der Sicherheitslage, der Flughafenbetreiber kündigte Konsequenzen an.

## Zwischenfälle
- Am 11. März 1952 fielen bei einer Avro York Mk.I der Air Charter (Luftfahrzeugkennzeichen G-AMGL) im Anflug auf den Flughafen Hamburg wegen Treibstoffmangels alle vier Triebwerke aus. Es wurde eine Bauchlandung im Gelände durchgeführt, bei der die Maschine irreparabel beschädigt wurde. Alle 10 Insassen, 3 Besatzungsmitglieder und 7 Passagiere, überlebten.[65]

- Am 27. Juli 1961 landete eine Boeing 707-328 der Air France (F-BHSA) auf dem Flug von Paris-Orly über Hamburg nach Anchorage und Tokio zunächst auf dem Flughafen Hamburg-Fuhlsbüttel zwischen. Beim späteren Start bemerkte der Kapitän, dass das Flugzeug zur Seite zog. Er brach den Start daraufhin ab, die Maschine kam beim Ausrollen von der Startbahn ab und rollte in eine daneben liegende Senke. Dabei rissen das Fahrwerk und mehrere Triebwerke ab und der Flugzeugrumpf zerbrach in drei Teile. Alle 41 Personen an Bord überlebten den Unfall. Die erst zwei Jahre alte Maschine musste abgeschrieben werden.[66]

- Am 6. September 1971 musste eine vollbesetzte Passagiermaschine des Typs BAC 1-11 der Fluggesellschaft Paninternational unmittelbar nach dem Start am Flughafen Hamburg auf der Autobahn A 7 bei Hasloh (ca. 6 km nördlich des Flughafens) notgelandet werden, nachdem beide Triebwerke der Maschine fast zeitgleich explodiert waren. Nach dem Aufsetzen kollidierte das Flugzeug mit einem Brückenpfeiler, zerbrach in mehrere Teile und fing Feuer. Ein Crew-Mitglied und 21 Passagiere kamen ums Leben, von den 99 Überlebenden wurden 45 schwer verletzt.[67]

- Während des Orkans Emma kam es am 1. März 2008 bei der Landung eines aus München kommenden Airbus A320 der Lufthansa (Flug LH044) zu einem ernsten Zwischenfall. Die mit 131 Passagieren besetzte Maschine wurde unmittelbar vor dem Aufsetzen auf der Landebahn von einer starken Windböe erfasst und kippte zur linken Seite hin ab, sodass die linke Tragflächenspitze den Boden berührte. Die Cockpit-Besatzung startete daraufhin durch, dem Kapitän gelang wenig später die Landung. Die Passagiere und Besatzungsmitglieder überstanden den Zwischenfall unverletzt.[68]

- Am 12. Februar 2017 kam es im Bereich der Sicherheitskontrollen in der AirportPlaza zu einer Reizgasfreisetzung über die Klimaanlage des Gebäudes. Zahlreiche Personen klagten über Augenbrennen und Reizhusten. 68 Personen wurden verletzt und von Einsatzkräften der Feuerwehr und des Rettungsdienstes versorgt, neun von ihnen wurden zur weiteren Behandlung in Krankenhäuser gebracht. Während des Einsatzes war das Gebäude vollständig geräumt und der Flugbetrieb für rund eine Stunde eingestellt worden. Bei der Untersuchung des Vorfalls wurde in einem Mülleimer vor dem Terminalgebäude eine leere Pfefferspray-Dose gefunden. Die Sicherheitsbehörden gingen daher davon aus, dass das Reizgas von einem Unbekannten im Gebäude versprüht worden war und sich über die Klimaanlage verteilt hatte. Ein terroristischer Hintergrund wurde ausgeschlossen.[69] Am Folgetag kam es erneut zu einem größeren Einsatz der Rettungskräfte am Flughafen, nachdem abermals mehrere Personen über Unwohlsein geklagt hatten. Von den betroffenen 14 Personen wurde eine in ein Krankenhaus gebracht. Die Feuerwehr nahm daraufhin erneut Messungen im Bereich der AirportPlaza vor, stellte jedoch keine Schadstoffbelastung fest.[70]

- Am 13. Juli 2023 gelangten ungefähr zehn Aktivisten der „Letzten Generation“ auf das Rollfeld. Sie zerschnitten mit Bolzenschneidern Zäune und begaben sich dann mit gemieteten Fahrrädern auf das Vorfeld. Dort klebten sie sich fest und mussten teilweise aus dem Asphalt der Rollfelder geschnitten werden.[71]

- Am 9. Oktober 2023 sorgte eine per E-Mail angekündigte Anschlagsdrohung auf eine aus Teheran ankommende Maschine der Iran Air dafür, dass der Flugbetrieb in Hamburg komplett eingestellt wurde. Die Maschine mit 198 Passagieren und 16 Crew-Mitgliedern wurde von zwei Eurofighter-Kampfflugzeugen zum Airport begleitet und dort in einem Sonderbereich abgestellt. Alle Passagiere wurden in einem gesonderten Bereich kontrolliert, woraufhin der Flugbetrieb wieder aufgenommen wurde.

- Am 4. November 2023 durchbrach ein bewaffneter Familienvater mit einem Pkw eine Sicherheitsschranke des Flughafens und fuhr auf das Vorfeld. Das Fahrzeug stellte er unter einer Boeing 737-900ER der Turkish Airlines ab. Im Auto befand sich seine vierjährige Tochter, die er im Zusammenhang mit einem Sorgerechtsstreit unmittelbar zuvor der Mutter des Kindes entrissen hatte. Der Mann gab zwei Schüsse in die Luft ab und warf Brandsätze aus seinem Auto. Er forderte, mit seiner Tochter in die Türkei geflogen zu werden. Der Flughafen wurde vollständig gesperrt, wodurch mindestens 153 Flüge nicht planmäßig stattfinden konnten. Am Nachmittag des 5. November konnte die Geiselnahme nach Verhandlungen, die seit dem Vortag angedauert hatten, unblutig beendet werden.[72][73] Beim Täter handelte es sich um einen 35-jährigen türkischen Staatsangehörigen. Bereits ein Jahr zuvor war er mit seiner Tochter unberechtigt in die Türkei gereist. Er wurde deswegen zu einer Geldstrafe von 90 Tagessätzen (3600 Euro) wegen Entziehung Minderjähriger (§ 235 StGB) verurteilt.[74]
- Am 29. November 2023 kam es zu einem kleineren Zwischenfall, bei dem eine Eurowings-Maschine aus Stuttgart beim Parkvorgang von der Rollbahn abkam und aufgrund von Glatteis in einen Grünstreifen rutschte. Der Flughafenbetrieb wurde nach dem Vorfall wieder regulär aufgenommen. Alle Insassen blieben unverletzt, das Flugzeug musste abgeschleppt werden.[75]